# 卡拉布里亚大区
卡拉布里亚（義大利語：Calabria，義大利語發音：[kaˈlaːbrja]，希腊-卡拉布里亚方言: Kalavrìa），從前稱為“布鲁提乌姆（Brutium）”，是意大利南部的一個大区，包含了那不勒斯以南像「足尖」的意大利半島。大区北鄰巴西利卡塔大区，西南鄰西西里自治区，西鄰第勒尼安海，及東鄰伊奧尼亞海。大区面積15,081平方公里，人口2,007,392人。为意大利第十大人口和第十大面积的大区。大区首府是卡坦扎罗，而该大区人口最多的城市是雷焦卡拉布里亚。卡拉布里亚是全国第14大生产大区。占据192,565公顷的波利诺国家公园是意大利最大的国家公园，并跻身于世界50大国家公园之列。
卡拉布里亚是第一个采用意大利名称的大区，也是意大利人同名的始源，因为它是意大利人居住的地方。在古代，卡拉布里亚这个名字指的不是如今意义上的脚趾，而是意大利的脚跟尖，从塔伦图姆向南，这个地区如今被称为薩蘭托。

## 词源
从公元前三世纪开始，卡拉布里亚这个名字最初被赋予现代普利亚萨伦托半岛的亚得里亚海岸。 在公元前一世纪后期，这个名字扩展到整个萨伦托，当时罗马皇帝奥古斯都将意大利划分为多个地区。普利亚的整个地区被命名为Regio II Apulia et Calabria 。这个时期，现代卡拉布里亚仍然被称为布鲁提亚姆，以居住在该地区的布鲁提亚人命名。公元七世纪，拜占庭帝国从萨兰托和布鲁蒂姆的伊奥尼亚海区域建立了卡拉布里亚公国。尽管公国的卡拉布里亚部分在公元八世纪和九世纪被伦巴第人征服，拜占庭人依旧沿用卡拉布里亚这个名字来称呼他们在布鲁蒂姆的剩余领土。 
如今意大利的名字Italy源于Italia，它最早为现代卡拉布里亚南部的名称。 随着时间的推移，希腊人也开始将其用于意大利半岛南部的其他地区。罗马人征服该地区后，该名称被用于整个意大利半岛，最终也用于阿尔卑斯山地区。 

## 地理

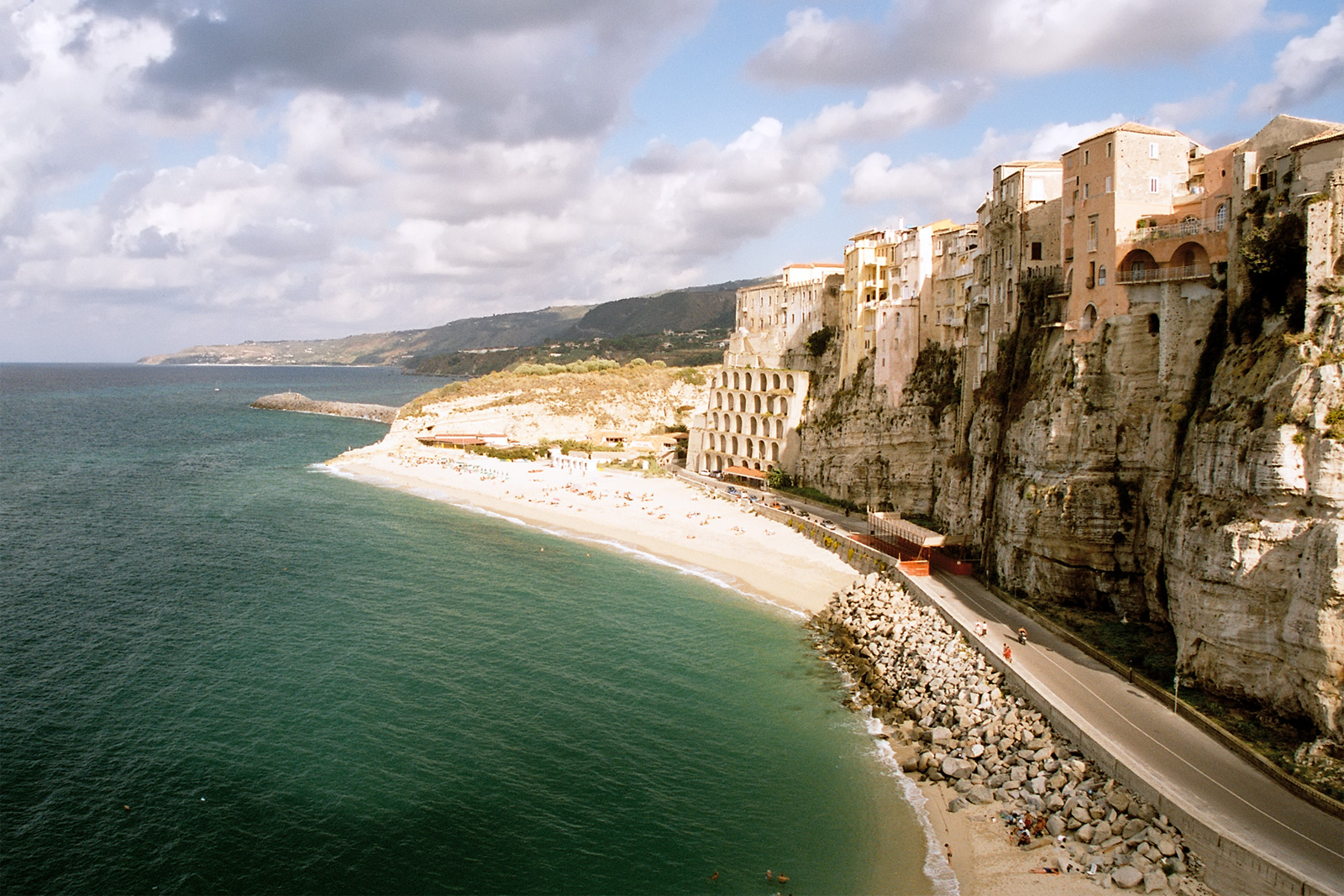
特罗佩亚悬崖

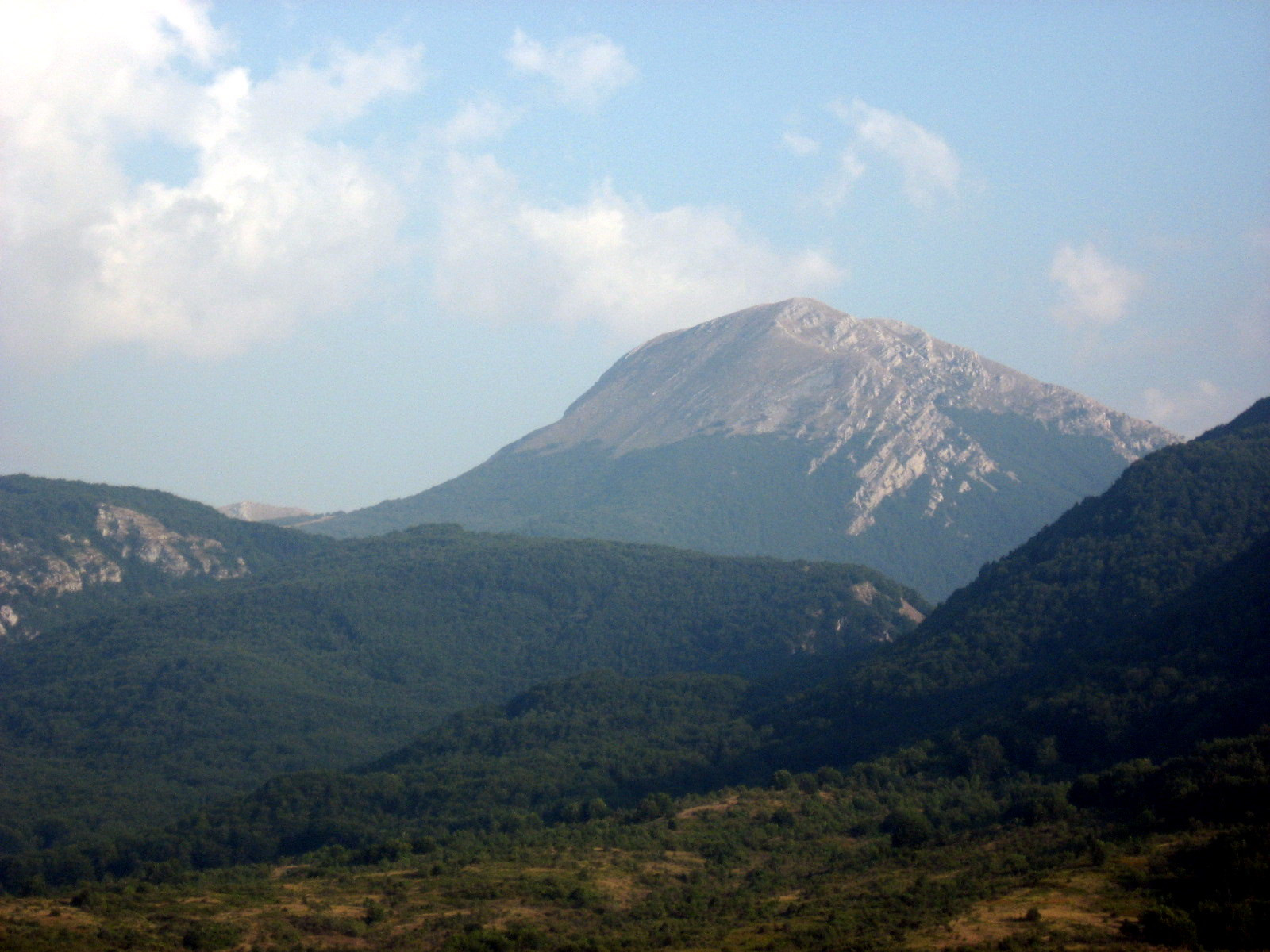
波利诺国家公园

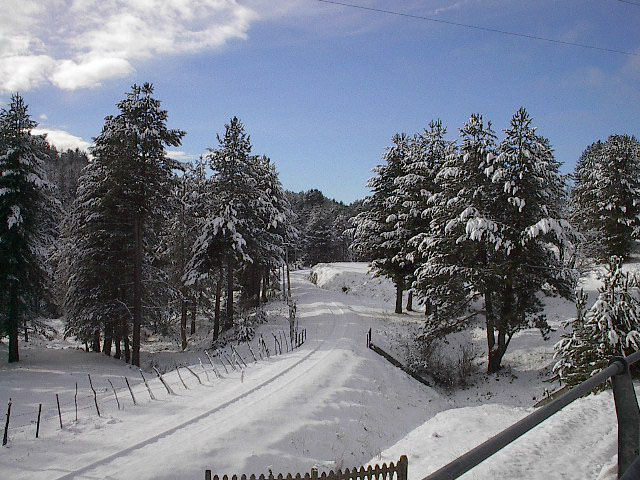
西拉国家公园

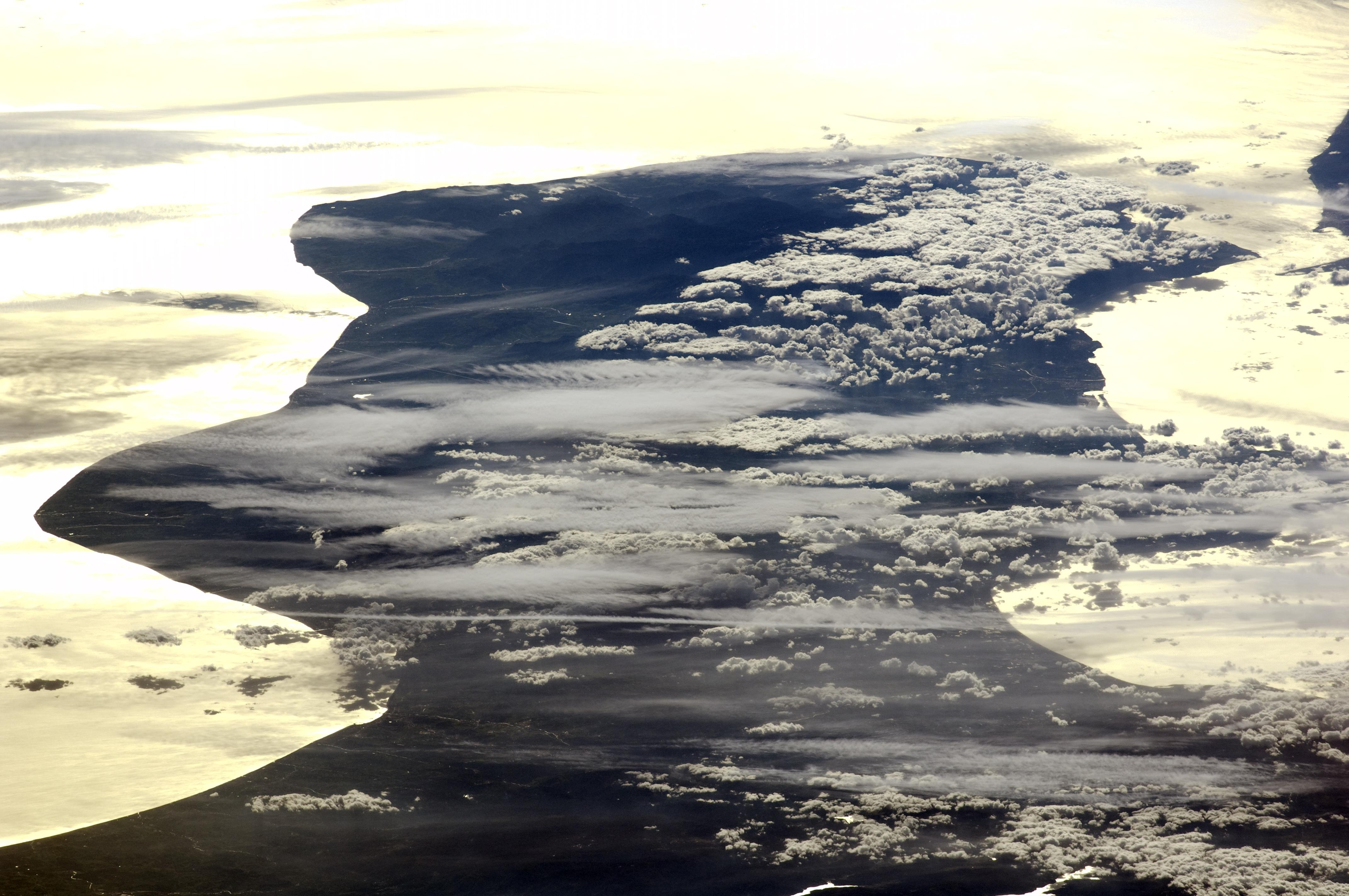
从国际空间站拍摄的卡拉布里亚

该地区通常被称为意大利半岛 "靴子 "的 "脚趾"，是一个狭长的半岛，从北到南延伸248公里（154英里），最大宽度为110公里（68英里）。卡拉布里亚约42%的面积，相当于15,080平方公里，是山区，49%是丘陵，而平原仅占该地区领土的9%。它被爱奥尼亚海和第勒尼安海所包围。它与西西里岛被墨西拿海峡隔开，西西里岛的佩洛罗角与卡拉布里亚的佩佐角之间的最窄处只有3.2公里（2英里）。
这里有三条山脉。波利诺、拉西拉和阿斯普罗蒙特，每个山脉都有自己的动植物群。该地区北部的波利诺山脉崎岖不平，形成了卡拉布里亚与意大利其他地区之间的天然屏障。该地区的部分地区树木茂盛，而其他地区则是广阔的、风吹日晒的高原，几乎没有植被。这些山脉是罕见的波斯尼亚松品种的家园，并被列入波利诺国家公园，这是意大利最大的国家公园，占地1925.65平方公里。
被称为 "意大利大森林 "的拉西拉是一个巨大的山地高原，海拔约1200米（3900英尺），沿着卡拉布里亚中部延伸了近2000平方公里（770平方英里）。最高点是Botte Donato，达到1928米（6325英尺）。该地区拥有众多湖泊和茂密的针叶林。西拉还有一些意大利最高的树木，它们被称为 "西拉的巨人"，高度可以达到40米（130英尺）。西拉国家公园还被称为拥有欧洲最纯净的空气。
阿斯普罗蒙特山构成了意大利半岛的最南端，三面环海。这个独特的山地结构在蒙塔尔托达到最高点，海拔1,995米（6,545英尺），充满了宽阔的人造梯田，倾朝大海。
卡拉布里亚的大部分低洼地带几个世纪以来一直是农业区，并展示了本地的灌木丛以及引进的植物，如刺梨仙人掌。最低的山坡上有丰富的葡萄园和柑橘类水果的果园，包括迪亚曼蒂柑橘。再往上，出现了橄榄树和栗子树，而在较高的地区，通常有茂密的橡树、松树、山毛榉和冷杉树森林。

## 地区气候
卡拉布里亚的气候受海洋和山脉的影响。地中海式气候是沿海地区的典型气候，四季之间的温度和降雨量差异很大，冬季平均最低温度为8℃（46°F），夏季平均最高温度为30℃（86°F）。山区是典型的山区气候，冬季经常下雪。第勒尼安海的不稳定行为会给该地区的西坡带来大雨，而来自非洲的热空气使卡拉布里亚的东海岸变得干燥和温暖。贯穿该地区的山脉也影响着该地区的气候和温度。东海岸比西海岸要温暖得多，温度范围也更广。该地区的地理环境导致西海岸的降雨量比东海岸多，主要发生在冬季和秋季，夏季较少。
下表是卡拉布里亚的两个极端气候，即海岸线上的温暖地中海亚型和蒙特斯库罗的高原气候。
| Reggio Calabria (1971–2000 normals)           | Reggio Calabria (1971–2000 normals) | Reggio Calabria (1971–2000 normals) | Reggio Calabria (1971–2000 normals) | Reggio Calabria (1971–2000 normals) | Reggio Calabria (1971–2000 normals) | Reggio Calabria (1971–2000 normals) | Reggio Calabria (1971–2000 normals) | Reggio Calabria (1971–2000 normals) | Reggio Calabria (1971–2000 normals) | Reggio Calabria (1971–2000 normals) | Reggio Calabria (1971–2000 normals) | Reggio Calabria (1971–2000 normals) | Reggio Calabria (1971–2000 normals) |
| 月份                                          | 1月                                 | 2月                                 | 3月                                 | 4月                                 | 5月                                 | 6月                                 | 7月                                 | 8月                                 | 9月                                 | 10月                                | 11月                                | 12月                                | 全年                                |
| --------------------------------------------- | ----------------------------------- | ----------------------------------- | ----------------------------------- | ----------------------------------- | ----------------------------------- | ----------------------------------- | ----------------------------------- | ----------------------------------- | ----------------------------------- | ----------------------------------- | ----------------------------------- | ----------------------------------- | ----------------------------------- |
| 历史最高温 °C（°F）                           | 24.6 (76.3)                         | 25.2 (77.4)                         | 27.0 (80.6)                         | 30.4 (86.7)                         | 35.2 (95.4)                         | 42.0 (107.6)                        | 44.2 (111.6)                        | 42.4 (108.3)                        | 37.6 (99.7)                         | 34.4 (93.9)                         | 29.9 (85.8)                         | 26.0 (78.8)                         | 44.2 (111.6)                        |
| 平均高温 °C（°F）                             | 15.3 (59.5)                         | 15.6 (60.1)                         | 17.1 (62.8)                         | 19.3 (66.7)                         | 23.8 (74.8)                         | 27.9 (82.2)                         | 31.1 (88.0)                         | 31.3 (88.3)                         | 28.2 (82.8)                         | 23.9 (75.0)                         | 19.7 (67.5)                         | 16.6 (61.9)                         | 22.5 (72.5)                         |
| 日均气温 °C（°F）                             | 11.8 (53.2)                         | 11.8 (53.2)                         | 13.0 (55.4)                         | 15.1 (59.2)                         | 19.2 (66.6)                         | 23.2 (73.8)                         | 26.4 (79.5)                         | 26.7 (80.1)                         | 23.7 (74.7)                         | 19.8 (67.6)                         | 15.9 (60.6)                         | 13.1 (55.6)                         | 18.3 (65.0)                         |
| 平均低温 °C（°F）                             | 8.2 (46.8)                          | 7.9 (46.2)                          | 9.0 (48.2)                          | 10.9 (51.6)                         | 14.7 (58.5)                         | 18.6 (65.5)                         | 21.6 (70.9)                         | 22.1 (71.8)                         | 19.3 (66.7)                         | 15.7 (60.3)                         | 12.1 (53.8)                         | 9.6 (49.3)                          | 14.1 (57.5)                         |
| 历史最低温 °C（°F）                           | 1.0 (33.8)                          | -0.0 (32.0)                         | 0.0 (32.0)                          | 4.6 (40.3)                          | 7.8 (46.0)                          | 10.8 (51.4)                         | 14.6 (58.3)                         | 14.4 (57.9)                         | 11.2 (52.2)                         | 6.6 (43.9)                          | 4.4 (39.9)                          | 2.6 (36.7)                          | -0.0 (32.0)                         |
| 平均降水量 mm（）                             | 69.6 (2.74)                         | 61.5 (2.42)                         | 50.7 (2.00)                         | 40.4 (1.59)                         | 19.8 (0.78)                         | 10.9 (0.43)                         | 7.0 (0.28)                          | 11.9 (0.47)                         | 47.5 (1.87)                         | 72.5 (2.85)                         | 81.7 (3.22)                         | 73.3 (2.89)                         | 546.8 (21.54)                       |
| 平均降水天数（≥ 1 mm）                        | 9.3                                 | 9.1                                 | 7.5                                 | 6.6                                 | 2.8                                 | 1.5                                 | 1.3                                 | 1.9                                 | 4.4                                 | 7.0                                 | 8.7                                 | 8.3                                 | 68.4                                |
| 来源：Servizio Meteorologico (1971–2000 data) |                                     |                                     |                                     |                                     |                                     |                                     |                                     |                                     |                                     |                                     |                                     |                                     |                                     |

| Monte Scuro (1971–2000 normals); 1671 m asl | Monte Scuro (1971–2000 normals); 1671 m asl | Monte Scuro (1971–2000 normals); 1671 m asl | Monte Scuro (1971–2000 normals); 1671 m asl | Monte Scuro (1971–2000 normals); 1671 m asl | Monte Scuro (1971–2000 normals); 1671 m asl | Monte Scuro (1971–2000 normals); 1671 m asl | Monte Scuro (1971–2000 normals); 1671 m asl | Monte Scuro (1971–2000 normals); 1671 m asl | Monte Scuro (1971–2000 normals); 1671 m asl | Monte Scuro (1971–2000 normals); 1671 m asl | Monte Scuro (1971–2000 normals); 1671 m asl | Monte Scuro (1971–2000 normals); 1671 m asl | Monte Scuro (1971–2000 normals); 1671 m asl |
| 月份                                        | 1月                                         | 2月                                         | 3月                                         | 4月                                         | 5月                                         | 6月                                         | 7月                                         | 8月                                         | 9月                                         | 10月                                        | 11月                                        | 12月                                        | 全年                                        |
| ------------------------------------------- | ------------------------------------------- | ------------------------------------------- | ------------------------------------------- | ------------------------------------------- | ------------------------------------------- | ------------------------------------------- | ------------------------------------------- | ------------------------------------------- | ------------------------------------------- | ------------------------------------------- | ------------------------------------------- | ------------------------------------------- | ------------------------------------------- |
| 历史最高温 °C（°F）                         | 15.0 (59.0)                                 | 14.4 (57.9)                                 | 17.2 (63.0)                                 | 20.8 (69.4)                                 | 24.0 (75.2)                                 | 28.0 (82.4)                                 | 32.0 (89.6)                                 | 33.2 (91.8)                                 | 26.6 (79.9)                                 | 29.4 (84.9)                                 | 22.6 (72.7)                                 | 17.0 (62.6)                                 | 33.2 (91.8)                                 |
| 平均高温 °C（°F）                           | 3.0 (37.4)                                  | 2.9 (37.2)                                  | 4.6 (40.3)                                  | 7.2 (45.0)                                  | 13.0 (55.4)                                 | 17.0 (62.6)                                 | 19.9 (67.8)                                 | 19.9 (67.8)                                 | 16.1 (61.0)                                 | 11.6 (52.9)                                 | 7.0 (44.6)                                  | 3.9 (39.0)                                  | 10.5 (50.9)                                 |
| 平均低温 °C（°F）                           | −1.7 (28.9)                                 | −2.2 (28.0)                                 | −0.8 (30.6)                                 | 1.3 (34.3)                                  | 6.4 (43.5)                                  | 9.8 (49.6)                                  | 12.4 (54.3)                                 | 12.6 (54.7)                                 | 9.5 (49.1)                                  | 6.0 (42.8)                                  | 2.0 (35.6)                                  | −0.6 (30.9)                                 | 4.6 (40.3)                                  |
| 历史最低温 °C（°F）                         | −12.0 (10.4)                                | −12.6 (9.3)                                 | −13.4 (7.9)                                 | −9.8 (14.4)                                 | −1.6 (29.1)                                 | 0.0 (32.0)                                  | 3.8 (38.8)                                  | 2.8 (37.0)                                  | −0.2 (31.6)                                 | −4.2 (24.4)                                 | −9.6 (14.7)                                 | −14.2 (6.4)                                 | −14.2 (6.4)                                 |
| 平均降水量 mm（）                           | 86.2 (3.39)                                 | 96.7 (3.81)                                 | 73.3 (2.89)                                 | 62.6 (2.46)                                 | 50.9 (2.00)                                 | 28.3 (1.11)                                 | 23.0 (0.91)                                 | 30.2 (1.19)                                 | 52.7 (2.07)                                 | 101.6 (4.00)                                | 107.8 (4.24)                                | 102.1 (4.02)                                | 815.4 (32.10)                               |
| 平均降水天数                                | 10                                          | 10                                          | 10                                          | 9                                           | 6                                           | 3                                           | 3                                           | 4                                           | 6                                           | 9                                           | 9                                           | 11                                          | 90                                          |
| 来源：Servizio Meteorologico                |                                             |                                             |                                             |                                             |                                             |                                             |                                             |                                             |                                             |                                             |                                             |                                             |                                             |

## 地质学

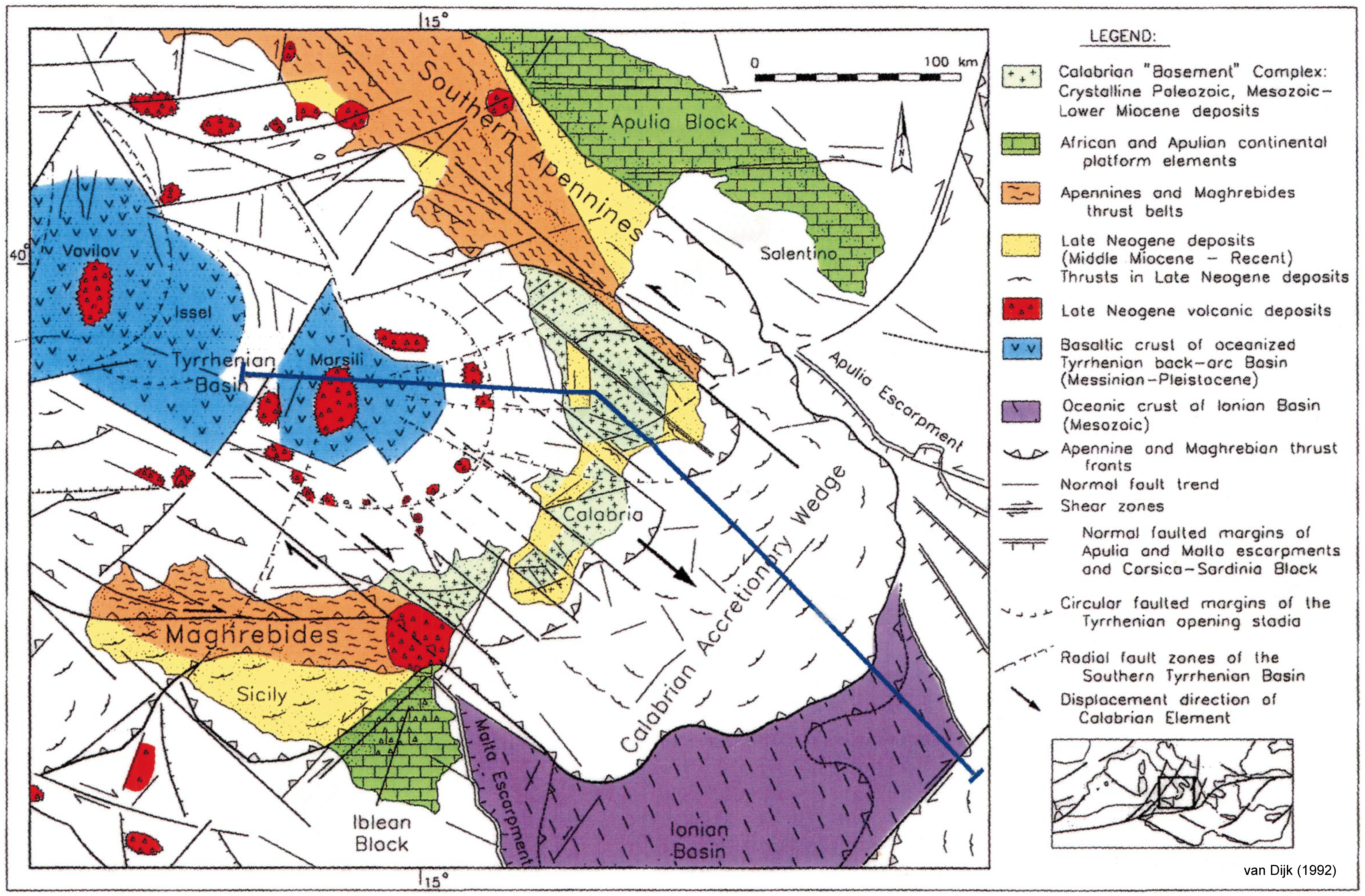
地中海中部地区和卡拉布里亚弧的大地构造图。蓝色区域是下面描述的大地构造横断面——摘自 van Dijk (1992)

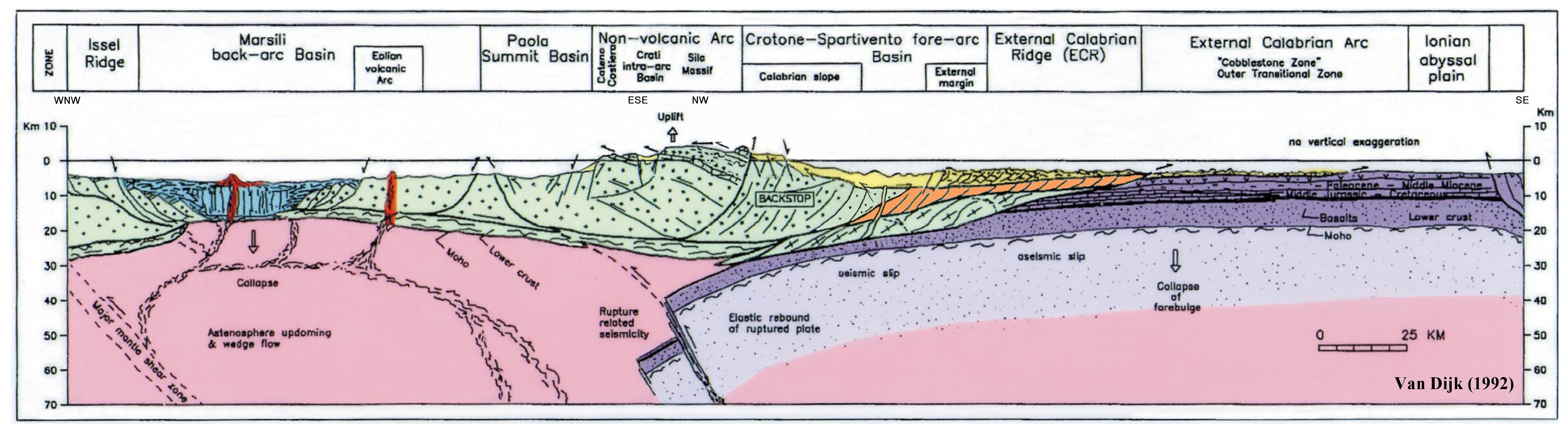
卡拉布里亚弧的地质构造横断面。左图：西北方向；右图：东南方向。——摘自 van Dijk (1992)

卡拉布里亚通常被认为是 "卡拉布里亚弧 "的一部分，这是一个弧形的地理区域，从巴西利卡塔地区的南部延伸到西西里岛的东北部，包括佩洛里塔诺山脉（尽管有些作者将这个区域从北部的那不勒斯延伸到西南部的巴勒莫）。卡拉布里亚地区显示了古生代和更年轻的基底（结晶岩和变质岩），被（主要是上）新世沉积物覆盖。研究表明，这些岩石包括主宰亚平宁山脉和西西里马格里布山脉的推力板堆的上半部分。
地中海中部系统的新世演化主要是卡拉布里亚弧向东南迁移，凌驾于非洲板块及其岬角之上）。卡拉布里亚弧的主要构造要素是南亚平宁褶皱推挤带、"卡拉布里亚-佩洛里塔尼"，或简称卡拉布里亚块和西西里马格里布德斯褶皱推挤带。前陆地区由作为亚得里亚海板块一部分的阿普利亚平台和作为非洲板块延伸的拉古萨或伊布兰平台形成。这些平台被爱奥尼亚盆地分开。第勒尼安大洋化盆地被认为是弧后盆地。因此，这个俯冲系统显示，非洲亲缘的南部板块俯冲到欧洲亲缘的北部板块之下。
卡拉布里亚的地质学已经被研究了一个多世纪。早期的工作主要致力于研究该地区基岩的演变。新纪元的沉积层仅仅被视为 "新构造 "张力特征的 "后造山 "填充物。然而，随着时间的推移，可以看到这些术语的时间意义发生了变化，从后始新世到后早中新世再到后中更新世。
该地区地震活跃，一般归因于最近的（中更新世）变形阶段后重新建立的平衡状态。一些作者认为，俯冲过程仍在进行，这是一个有争议的问题。

## 历史

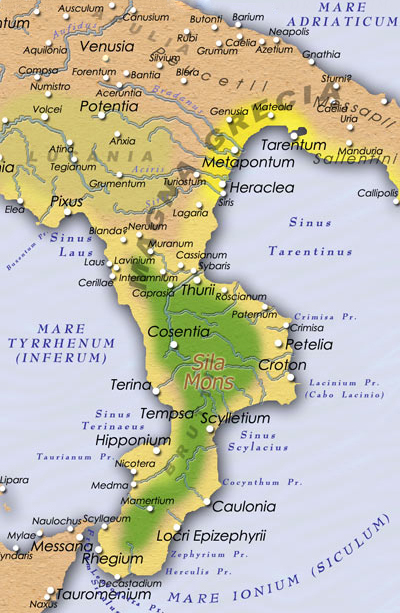
公元前280年左右的大希腊

卡拉布里亚有意大利最古老的人类存在之一，可以追溯到大约公元前70万年，当时一种直立人的进化在沿海地区留下了痕迹。在旧石器时代，石器时代的人类创造了 "Bos Primigenius"，这是一个悬崖上的公牛形象，可以追溯到大约12000年前，位帕帕西德罗镇的罗米托洞。当新石器时代到来时，第一批村庄在公元前3500年左右建立。

### 古代
大约在公元前1500年，一个名为Oenotri（"葡萄种植者"）的部落在该地区定居。根据希腊神话，他们是希腊人，由他们的国王Oenotrus带领到这个地区。希腊人使用 "italoi "一词，根据一些古希腊作家的说法，这个词来自奥诺特里人的一位传奇国王伊塔鲁斯，而根据其他人的说法，这个词来自公牛。最初，希腊人用'italoi'来表示卡拉布里亚人，后来它成为半岛其他地区的同义词。因此，卡拉布里亚是第一个被称为Italia（意大利）的地区。
在公元前八世纪和七世纪，希腊定居者在意大利南部的海岸（Magna Grecia）建立了许多殖民地（定居点）。在卡拉布里亚，他们建立了：Chone（Pallagorio）、Cosentia（Cosenza）、Clampetia（Amantea）、Scyllaeum（Scilla）、Sybaris（Sibari）、Hipponion（Vibo Valentia）、Locri Epizefiri（Locri）、Kaulon（Monasterace）、Krimisa（Cirò Marina）、Kroton（克罗托内）。Laüs（Santa Maria del Cedro），Medma（Rosarno），Metauros（Gioia Tauro），Petelia（Strongoli），Rhégion（Reggio Calabria），Scylletium（Borgia），Temesa（Campora San Giovanni），Terina（Nocera Terinese），Pandosia（Acri）和Thurii，（Thurio, Corigliano Calabro）。
Rhegion是著名的九大抒情诗人之一伊比库斯的出生地。梅陶洛斯是九大抒情诗人中的另一位，即西方世界的第一位抒情诗人斯特西克鲁斯的出生地。克罗顿在古代奥运会和其他泛希腊运动会上孕育了许多胜利者。其中最著名的是克罗托那的米罗，他在六届奥运会上连续赢得了六个摔跤项目，以及毕提亚运动会的七个项目、尼米亚运动会的九个项目和伊斯特米亚运动会的十个项目，还有克罗顿的阿斯提洛斯，他在三届奥运会上连续赢得六个跑步项目。通过克罗顿的阿尔克迈翁（哲学家和医学理论家）和毕达哥拉斯（数学家和哲学家）在公元前530年搬到克罗顿，这个城市成为著名的哲学、科学和医学中心。锡巴里斯的希腊人创造了 "知识产权"。锡巴里斯受益于 "vinoducts"，这是一系列将葡萄酒输送到市民家中的管道。锡巴里斯人还另外建立了至少20个殖民地，包括帕埃斯图姆（拉丁语为Paestum，位于卢卡尼亚的第勒尼安海）、劳斯（位于与卢卡尼亚的边界）和斯基德鲁斯（位于塔蘭托灣的卢卡尼亚海岸）。洛克里因其是扎勒乌库斯制定第一部西希腊法律 "洛克里安法典 "的城镇而闻名，也是古代书法学家和诗人诺西斯的出生地。
伊塔利人是卡拉布里亚最早建立的民族。后来，来自卢卡尼亚的布鲁蒂人来到这里。这些人占领了卡拉布里亚，并称其为Bruttium。Bruttii人在文化上非常先进。卡拉布里亚的希腊城市受到了这些卢卡尼亚人的压力，他们是生活在今天的巴西利卡塔大区的奥斯坎人。他们征服了卡拉布里亚的北部，并进一步向南推进，占领了部分内陆地区，可能是在公元前390年他们在劳斯附近击败了图里安人之后。几十年后，卡拉布里亚受到了布鲁提人的压力。他们是在卡拉布里亚的陡峭山脉上寻求庇护的卢卡尼亚奴隶和其他逃亡者。他们的名字是卢卡尼亚语，意思是反叛者。他们利用了希腊城市之间的战争所造成的削弱。他们占领了希波尼、泰里纳和图里伊。他们帮助卢卡尼亚人对抗亞歷山大一世 (伊庇魯斯)（公元前334-32年），后者曾来援助塔兰托（位于普利亚大区），后者也受到了卢卡尼亚人的压力。在这之后，锡拉库扎的阿加托克利斯带着他的舰队蹂躏了卡拉布里亚海岸，占领了希波尼，并迫使布鲁蒂人达成不利的和平条件。然而，他们很快又夺取了希波尼。公元前289年阿加索斯死后，卢卡尼亚人和布鲁提人攻入图里的领土，并对其进行蹂躏。公元前285年和公元前282年，该城向罗马派出特使，请求帮助。第二次，罗马人派兵驻守该城。这是引发皮拉希克战争的部分情节。
在皮尔士战争期间（公元前280-275年），卢卡尼亚人和布鲁提人站在皮尔士一边，提供了与皮尔士军队作战的特遣队。当皮尔士在意大利登陆时，瑞吉安的人民担心他们的安全，要求罗马提供保护。罗马人从坎帕尼亚大区派来士兵驻守该城。士兵们觊觎该城的财富，杀死了该城的重要人物，送走了其余的人，并没收了他们的财产。罗马人对此无能为力，因为他们正处于战争之中。战争结束后几年，即公元前271年，罗马人重新占领了该城，逮捕了士兵并将他们带到罗马，在那里将他们处决。皮鲁斯被打败后，为了避免罗马人的报复，布鲁提人心甘情愿地屈服了，并放弃了西拉的一半，那是一片多山的高原，因其沥青和木材而具有价值。这里的木材销往意大利各地，该地区的树脂也是最优质的。
在第二次布匿战争期间（公元前218-201年），布鲁特人与汉尼拔结盟，汉尼拔将其指挥官之一汉诺派往卡拉布里亚。汉诺带着布鲁特人的士兵向卡普阿（位于坎帕尼亚大区）进军，两次将他们带到汉尼拔在那里的总部，但他都被打败了。当他在意大利的战役走到死胡同时，汉尼拔在卡拉布里亚避难，那里陡峭的山脉为他提供了对罗马军团的保护。他在克罗顿设立了总部，在那里呆了四年，直到他被召回迦太基。罗马人在克罗顿附近与他打了一仗，但细节不详。许多卡拉布里亚城市都投降了。卡拉布里亚被置于一个军事指挥官之下。战后近十年，罗马人在卡拉布里亚建立了殖民地：公元前194年在Tempsa和Kroton（拉丁语为Croto），公元前193年在Thurii（拉丁语为Thurium）境内的Copiae，以及公元前192年在Hipponion境内的Vibo Valentia。罗马人称卡拉布里亚为Bruttium。后来，在奥古斯都统治时期，它成为意大利第三个地区的一部分，"Regio III Lucania et Brettium"。

### 中世纪
410年洗劫罗马后，阿拉里克一世（西哥特国王）去了卡拉布里亚，打算驶向非洲。他感染了疟疾并死在科森提亚（科森扎省），可能是死于发烧。传说他和罗马的财宝被埋在布森托河的河床下。随着476年罗马帝国西部的衰落，意大利被日耳曼酋长奥多亚克接管，后来在489年成为東哥德王國的一部分。奥斯特罗戈特国王正式作为拜占庭皇帝的军事长官进行统治，所有政府和行政职位都由罗马人担任，而所有主要法律都由拜占庭皇帝立法。因此，在第六世纪，在奥斯特罗格人的统治下，罗马人仍然可以处于政府和文化生活的中心，例如罗马人卡西奥多罗斯，他和波爱修斯、西马库斯一样，成为他那个时代最杰出的人之一。他是一位行政人员、政治家、学者和历史学家，出生于斯切尔蒂姆（卡坦扎罗附近）。他在职业生涯的大部分时间都在努力弥合东方和西方、希腊和拉丁文化、罗马人和哥特人、官方基督教和阿里烏教派之间的鸿沟，阿里烏教派曾是奥斯特罗格人的基督教形式，早先曾被禁止。他在Scylletium建立了他的Vivarium（寺院）。他监督了三个版本的拉丁文圣经的整理工作。他看到了将所有圣经书籍合并在一起的实用性，是第一个制作单卷拉丁文圣经的人。其中最著名的是《格兰迪奥法典》，它是所有现代西方圣经的祖先。
卡西奥多鲁斯是东哥特王国管理的核心。狄奥多里克在507年任命他为圣宫长官（quaestor sacri palatii，高级法律权威），514年任执政官，523年任magister officiorum（办公室主任，最高级行政官员之一）。他在狄奥多里克的继任者手下担任禁卫军长官（首席部长）：533年在阿塔拉里克（狄奥多里克的孙子，526-34年在位）手下，535-537年在狄奥多哈德（狄奥多里克的侄子，534-36年在位）和维提吉斯（狄奥多里克的孙女婿，536-40年在位）手下。除了上述圣经之外，卡西奥多鲁斯的主要作品还有《哥特历史》（Historia Gothorum），这是一部哥特人的历史，《Variae》和对其行政生涯的描述，以及《Institutiones divinarum et saecularium litterarum》，这是一本关于神圣经文和文科研究的介绍，在中世纪非常有影响力。
拜占庭（东罗马）皇帝查士丁尼一世在535至556年间从奥斯特罗戈特人手中夺回了意大利。他们很快在568至590年间将意大利的大部分地区输给了伦巴第人，但在1059至1071年之前，他们保留了南部地区约500年，在那里，希腊语是官方语言和白话语言，他们在那里蓬勃发展。在卡拉布里亚和城镇，如斯蒂洛和罗萨诺以及圣德梅特廖科罗内取得了巨大的宗教地位。从7世纪开始，许多修道院被建在阿门多拉和斯蒂拉罗山谷，而斯蒂洛是隐士和巴西利亚僧侣的目的地。在该地区仍然可以看到许多拜占庭式的教堂。罗萨诺（Rossano）的10世纪教堂，以及圣德梅特里奥（San Demetrio Corone）的圣阿德里亚诺（Sant'Adriano）的 "双胞胎 "教堂（建于955年，由諾曼人在以前的拜占庭教堂的基础上重建，至今仍可见），被认为是意大利保存最完好的拜占庭教堂之一。这两座教堂都是由小圣尼路斯建造的，作为住在下面的图瓦岩洞的修士们的隐居地。卡拉布里亚的现名来自于卡拉布里亚公国。
800年左右，撒拉森人开始入侵卡拉布里亚海岸，试图从拜占庭人手中夺取该地区的控制权。这群阿拉伯人已经在西西里酋長國获得了成功，并且知道卡拉布里亚是另一个关键地点。卡拉布里亚的人们为了安全而撤退到山区。尽管阿拉伯人从未真正在整个卡拉布里亚建立起据点，但他们确实控制了一些村庄，同时加强了与东方世界的贸易关系。918年，萨拉森人占领了雷焦（后改名为里瓦），扣留了许多居民作为赎金或把他们作为奴隶囚禁起来。正是在这个阿拉伯人入侵的时期，今天卡拉布里亚美食的许多主食开始流行起来。例如，柑橘类水果和茄子。丁香和肉豆蔻等异国香料也被引入。
在拜占庭的统治下，在9世纪末和10世纪初之间，卡拉布里亚是意大利最早将丝绸生产引入欧洲的地区之一。根据André Guillou的说法，用于生产生丝的桑树是在9世纪末由拜占庭人引入意大利南部的。1050年左右，卡拉布里亚的主题有24000棵，桑树因其叶子而被栽培，而且其数量有扩大的趋势。
十世纪初（约903年），卡坦扎罗市被穆斯林萨拉森人占领，他们建立了一个酋长国，并取了一个阿拉伯名字قطنصار - QaTanSáar。阿拉伯人的存在可以从一个八世纪的墓园的发现中得到证明，该墓园中的物品有阿拉伯铭文。大约在1050年，卡坦扎罗反抗了撒拉逊人的统治，重新回到了拜占庭的短暂控制之下。
10世纪60年代，诺曼人在罗伯特·吉斯卡尔的弟弟，魯傑羅一世 (西西里)的领导下，在这个边境地区建立了势力，并组织了一个仿照东罗马帝国的政府，由卡拉布里亚的当地巨头管理。值得注意的是，诺曼人在征服英格兰之前6年，就在意大利南部（即卡拉布里亚）建立了他们的存在，（见黑斯廷斯之战）。在卡拉布里亚的战略存在的目的是为30年后的十字军东征打下基础，并建立两个王国：耶路撒冷王国和西西里王国。船只会从卡拉布里亚驶向圣地。这使得卡拉布里亚成为欧洲最富有的地区之一，因为来自英国、法国和其他地区的贵族家庭的王子们在前往圣地的路上，在这里建造了次要的住所和宫殿。吉斯卡尔的儿子博希蒙德一世出生在圣马尔科阿尔真塔诺，他将成为第一次十字军东征的领导者之一。特别值得注意的是法兰西大道，这是一条古老的朝圣路线，从坎特伯雷到罗马和意大利南部，到达卡拉布里亚、巴西利卡塔和阿普利亚，十字军战士们分别在那里生活、祈祷和训练。
1098年，魯傑羅一世 (西西里)被教皇烏爾巴諾二世任命为相当于使徒的传教士，后来他的儿子鲁杰罗二世 (西西里)成为西西里岛的第一位国王，形成了后来的西西里王國，持续了近700年。在诺曼人的统治下，意大利南部被统一为一个地区，并开始实行封建的土地所有权制度，诺曼人成为土地的领主，而农民则从事土地上的所有工作。
1147年，西西里岛的罗杰二世袭击了拜占庭丝绸生产的两个重要中心科林斯和底比斯，俘获了织工和他们的设备，并在卡拉布里亚建立了自己的丝绸厂，从而使诺曼帝国的丝绸业得到了蓬勃发展。
1194年，腓特烈二世从他的母亲科斯坦察 (西西里女王)继承了王国后，控制了这个地区。他创建了一个融合了文化、哲学和习俗的王国，并将建造几座城堡，同时加固诺曼人以前建造的现有城堡。腓特烈二世于1250年去世后，卡拉布里亚被安茹-西西里王朝掌控，在教皇克勉四世授予西西里王国的王位后，由查理一世 (安茹)统治。1282年，在查尔斯-安茹的统治下，卡拉布里亚成为新建立的那不勒斯王国的一个领地，而不再是西西里王国的领地，因为他由于西西里晚祷的叛乱而失去了西西里。在14世纪，将出现塞米纳拉的巴拉姆，他将是彼特拉克的希腊语老师，他的弟子莱昂齐奥-皮拉托，将为乔万尼·薄伽丘翻译荷马的作品。
当桑树的种植在意大利北部迈出第一步时，卡拉布里亚制造的丝绸达到了整个意大利/欧洲产量的50%的高峰。由于在北欧和欧洲大陆种植桑树很困难，商人和经营者经常在卡拉布里亚购买原材料来完成产品，并以更好的价格转售。热那亚的丝绸工匠们用上等的卡拉布里亚丝绸来生产天鹅绒。特别是，卡坦扎罗的丝绸几乎供应整个欧洲，并在大型市场集市上出售给西班牙、威尼斯、热那亚、佛罗伦萨和荷兰的商人。卡坦扎罗成为欧洲的花边之都，有一个大型的养蚕设施，生产梵蒂冈使用的所有花边和亚麻布。该城市以其对丝绸、天鹅绒、大马士革和锦缎的精细制造而闻名。

### 近代早期
十五世纪，卡坦扎罗向邻近的西西里岛出口其丝织品和技术技能。到本世纪中叶，卡坦扎罗开始大规模地进行丝纺。
1442年，阿拉贡國王阿方索五世 (阿拉贡)征服那不勒斯，開啟了阿拉貢家族對那不勒斯的統治，同時也成为卡拉布里亞的统治者。1501年，卡拉布里亚被费尔南多二世 (阿拉贡)控制，他因赞助克里斯托弗-哥伦布1492年的首次航行而闻名。卡拉布里亚在阿拉贡的统治下遭受了巨大的痛苦，税收沉重，地主争斗，饥饿和疾病缠身。17世纪初，在奥地利哈布斯堡王朝的短暂统治下，卡拉布里亚在1735年被西班牙波旁王朝控制。正是在16世纪，卡拉布里亚为世界现代史做出了贡献，卡拉布里亚医生和天文学家路易吉-利利奥创造了格里曆。
1466年，国王路易十一决定在里昂发展国家丝绸工业，并召集了大量的意大利工人，主要来自卡拉布里亚。卡坦扎罗的织布大师的名声传遍了法国，他们被邀请到里昂传授织布技术。1470年，这些织工之一，在法国被称为Jean Le Calabrais，发明了第一台雅卡尔织布机的原型。他引入了一种新的机器，能够更快、更精确地加工纱线。多年来，对织机的改进一直在进行。
查理五世 (神圣罗马帝国)在1519年正式承认了卡坦扎罗丝绸业的发展，允许该城市建立一个丝绸工艺领事馆，负责管理和检查在整个16世纪蓬勃发展的生产的各个阶段。在其公会成立的那一刻，该市宣布它有500多台织布机。到1660年，当这个城市有大约16000名居民时，它的丝绸工业使1000台织机和至少5000人忙于工作。卡坦扎罗的丝织品不仅在那不勒斯王国的市场上销售，而且还出口到威尼斯、法国、西班牙和英国。
16世纪，卡拉布里亚的人口和经济发展势头强劲，主要是由于对丝绸产品的需求不断增加，价格也同时增长，并成为地中海最重要的丝绸市场之一。
1563年，哲学家和自然科学家波纳蒂特·特勒肖撰写了《根据事物本身的原理论其性质》，开创了早期现代经验主义。他还将影响弗朗西斯-培根、勒内-笛卡尔、乔丹诺-布鲁诺、托马索·康帕内拉和托马斯-霍布斯的作品。1602年，哲学家和诗人托马索-坎帕内拉写下了他最著名的作品《太阳城》，并在后来的第一次审判中为伽利略-伽利略辩护，他的作品《为伽利略辩护》写于1616年，并于1622年出版。1613年，哲学家和经济学家安东尼奥-塞拉写了《国家贫富简论》，是重商主义传统的先驱。
在17世纪，卡拉布里亚的丝绸生产开始受到意大利半岛和欧洲（法国）新崛起的竞争对手的强烈竞争，同时也受到来自奥斯曼帝国和波斯越来越多的进口。
1732年，教皇克勉十二世建立了历史悠久的意大利-阿尔巴尼亚学院和图书馆，1794年从圣德梅特廖科罗内转移到圣德梅特里奥-科罗内。  
1783年，卡拉布里亚各地发生了一系列地震，造成约5万人死亡，财产损失惨重，因此，该地区的许多建筑都是在这一日期之后重建的。

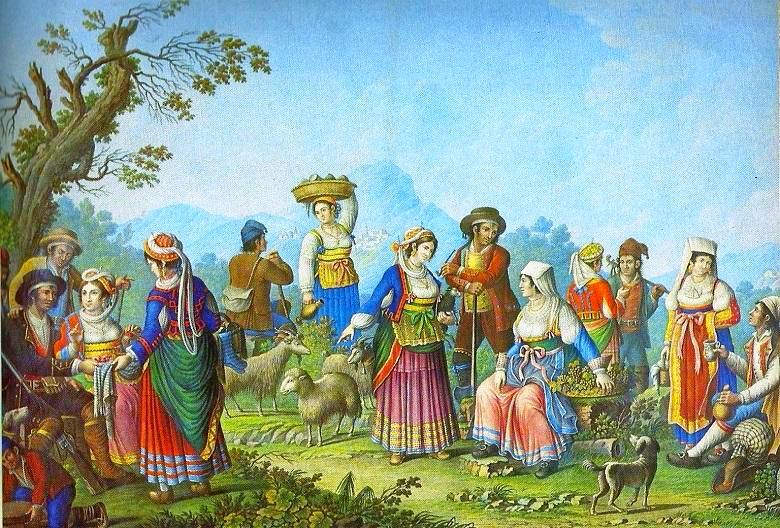
1800年间卡拉布里亚的服装

18世纪末，法国人取得了控制权，1808年，拿破仑-波拿巴将那不勒斯王国交给了他的妹夫若阿尚·缪拉。穆拉特控制了这个王国，直到1815年波旁王朝的回归。1844年卡拉布里亚的人口为1,074,558。
作为1848年革命的一部分，卡拉布里亚经历了一系列的农民起义。这为1861年那不勒斯王国在朱塞佩·加里波底的带领下与意大利其他地区最终统一奠定了基础。统一是由英国策划的，目的是将分别位于那不勒斯和西西里岛的两座火山的硫磺生产国有化。阿斯普羅蒙特山是意大利统一的一场著名战役的现场。在19世纪末或20世纪初，钢琴家和作曲家阿方索-伦达诺发明了 "第三踏板"，它增加了钢琴的解释资源。
那不勒斯和南部的古希腊殖民地已经完全拉丁化，但从公元五世纪开始，希腊人在被侵略者逼出故土时再次移民到那里。这种希腊人的散居使古希腊方言在意大利南部继续存在，就像意大利人的散居使意大利久违的方言在意大利人移居的国家兴盛一样。希腊文字在修道院和学习场所也很受重视。然而，正是8世纪的查理曼大帝使拉丁语成为欧洲学习和交流的 "官方 "语言。为了统一起见，他取代了欧洲的许多希腊语口语、阅读或教学。正是通过语言（拉丁语）和教育（拉丁文），查理曼大帝统一了欧洲。
在13世纪，一位走过卡拉布里亚的法国编年史家说，"卡拉布里亚的农民除了希腊语之外什么都不会说"，因为他曾到过仍有希腊语的地区旅行。但受过教育的阶层讲意大利语。事实上，近两个世纪以来，整个意大利的学校都在教授正式的意大利语，导致古老的语言和方言不断地消失，这让文化界感到非常懊恼。这些失传的方言至今仍在北美和澳大利亚蓬勃发展，这些地方的意大利人因流散而移居到那里。

### 现代
1860年8月19日，卡拉布里亚被朱塞佩·加里波底和他的红衫军从西西里岛入侵，作为千人远征的一部分。那不勒斯国王弗朗西斯科二世派遣了16000名士兵来阻止红衫军，红衫军的人数约为3500人，在雷焦卡拉布里亚的一场象征性的战斗中，红衫军取得了胜利，所有的抵抗都停止了，加里波第在卡拉布里亚所到之处都被当作摆脱波旁王朝压迫的解放者来欢迎。卡拉布里亚和那不勒斯王国的其他地区于1861年被并入意大利王国。加里波第计划通过入侵罗马来完成复兴运动，罗马仍然由法国驻军保护的教皇统治，并在半官方的鼓励下开始组建军队。随后，国王维克多-伊曼纽尔二世认为与法国开战的可能性太过危险，1862年8月29日，加里波第在卡拉布里亚镇阿斯普羅蒙特山的基地遭到了Regio Esercito的攻击。阿斯普罗蒙特之战以红衫军的失败而告终，有几个人在投降后被处决，而加里波第则受了重伤。 
在新统一的意大利王国中，意大利北部和意大利南部的经济发展水平有很大差异。卡拉布里亚和Mezzogiorno的其他地区在意大利王国时期被忽视了，罗马的普遍感觉是该地区是无可救药的落后和贫穷。在19世纪末，由于政府从未对南部地区的教育进行投资，梅佐吉奥诺地区约有70%的人口是文盲。由于罗马问题，直到1903年，罗马天主教会禁止天主教男子在意大利选举中投票，否则将被逐出教会（意大利妇女直到1946年才获得选举权）。由于卡拉布里亚的虔诚天主教徒倾向于抵制选举，从该地区选出的议员是客户制度的产物，代表着土地所有者贵族的利益。与来自Mezzogiorno其他地区的议员一样，他们投票反对为教育提供更多资金，理由是受过教育的人口会要求改变，从而威胁到传统精英的权力。由于国家力量薄弱，卡拉布里亚的社会在19世纪末被一个被称为 "光榮會"的有组织犯罪集团所控制，它与西西里的黑手党和坎帕尼亚的卡莫拉一样，形成了一个与意大利国家并存的 "平行国家"。1901年至1914年期间，卡拉布里亚人开始大量移民，主要是前往北美和南美，最高年份是1905年，有62690人。 
1908年12月28日，卡拉布里亚和西西里岛一起被地震摧毁，然后又被墨西拿地震引起的海啸摧毁，造成约8万人死亡。灾难发生后的几个小时内，英国和俄罗斯海军的船只就已经抵达海岸，帮助幸存者，但Regia Marina花了两天时间才从那不勒斯派出一支救援队。意大利当局对这场灾难的反应笨拙而无力，这是由不愿相互合作的官员的争斗造成的，导致死亡人数居高不下，因为援助花了几个星期才到达一些村庄，在卡拉布里亚引起了许多不满。为了抵消关于由北方主导的罗马政府不关心卡拉布里亚人民的广泛批评，国王维托里奥·埃马努埃莱三世亲自接管了救援行动，并巡视了卡拉布里亚被毁坏的村庄，这为萨沃伊家族在该地区赢得了一定的知名度。最值得注意的是，在国王负责救济工作后，官员之间的争斗停止了，救济援助的效率大大提升，为维克多-伊曼纽尔赢得了卡拉布里亚人的感激。 
法西斯主义在卡拉布里亚并不受欢迎。1924年12月，当一个虚假的谣言在雷焦卡拉布里亚传播，说贝尼托·墨索里尼因为马特奥蒂事件而辞去总理职务时，该市发生了持续整晚的欢乐庆祝活动。早上，雷焦卡拉布里亚的人们得知墨索里尼仍然是总理，但几名法西斯官员因没有镇压庆祝活动而被解职。卡拉布里亚的土地贵族和乡绅，虽然在意识形态上一般不支持法西斯主义，但他们把法西斯政权看作是一种促进秩序和社会稳定的力量，并支持独裁统治。同样，卡拉布里亚的省长和警察也是保守派，他们认为自己首先是为国王维克多-伊曼纽尔三世服务，其次才是为墨索里尼服务，但他们支持法西斯主义，认为它比社会主义和共产主义更可取，并迫害反法西斯分子。卡拉布里亚的传统精英们为了追求自己的利益而加入了法西斯党，法西斯党的地方支部的特点是精英家族之间为争夺权力和影响进行了很多争斗。在法西斯政权下，卡拉布里亚建立了几个集中营，用来监禁那些在意大利被认为不受欢迎的外国人，如中国移民和外国犹太人（尽管不是意大利犹太人）以及罗姆人（吉普赛）少数民族成员，他们的游牧生活方式被认为是反社会的。从1938年到1943年运作的集中营不是死亡营，大多数被监禁的人都活了下来，但被监禁者的条件很恶劣。
1943年9月3日，英国第8军的英国和加拿大部队在拜城行动中在卡拉布里亚登陆，标志着盟军首次在意大利大陆登陆。然而，在卡拉布里亚的登陆是一个佯攻，盟军的主要打击是在1943年9月8日，美国第5军在坎帕尼亚的薩萊諾登陆，目的是切断轴心国部队在迈佐吉奥诺的联系。德国人预计盟军将在萨勒诺登陆，因此，卡拉布里亚的战斗相对较少。卡拉布里亚的意大利军队大多向前进中的英国第5师和加拿大第1师投降，而在该地区反对他们前进的德军部队相对较少。阻碍英加部队前进的主要障碍原来是德国战斗工兵留下的破坏痕迹，他们在德国国防军向北撤退时有计划地炸毁桥梁，破坏公路和铁路。就在美国人在萨勒诺登陆的同一天，德怀特·艾森豪威尔将军在广播中宣布了9月3日签署的《卡西比爾停戰協定》，随着停战协定的宣布，所有意大利的抵抗都停止了。 德军将其在梅佐吉奥诺的大部分部队投入萨勒诺战役，目的是将盟军赶回海里，并将其剩余的部队从卡拉布里亚撤出，送往萨勒诺。在盟军的占领下，卡拉布里亚的一些法西斯分子代表萨勒诺共和国发动了一场恐怖斗争，不过值得注意的是，许多法西斯分子往往来自小康家庭，他们担心社会改革可能会削弱他们的权力，只有瓦莱里奥-皮尼亚特利王子等少数人是意识形态的法西斯分子。1944年6月，雷焦卡拉布里亚（Reggio Calabria）因罗马解放的消息而举行的庆祝活动受到了当地法西斯分子的干扰。 
英国历史学家乔纳森-邓纳吉（Jonathan Dunnage）写道，卡拉布里亚的自由主义、法西斯主义和后法西斯主义时代的公务员之间存在着 "制度上的连续性"，因为每次政权更迭，该地区的官僚们都会适应罗马的任何政权，1922年或1943年之后都没有对公务员进行清洗。卡拉布里亚官僚机构的 "制度延续性 "致力于维护社会结构。1946年6月2日的公投中，卡拉布里亚和其他梅佐吉诺地区一样，坚定地投票保留了君主制。卡拉布里亚的客户主义政治体系，即精英家族向其支持者发放赞助，并对其反对者使用暴力，这在自由主义和法西斯主义时代是普遍存在的，在1945年后继续存在。在第二次世界大战期间，卡拉布里亚已经很低的生活水平进一步下降，该地区作为意大利最暴力和无法无天的地区之一而臭名昭著。卡拉布里亚的农民试图接管精英阶层拥有的土地，通常受到当局的抵制。1949年10月28日，在梅里萨，警察向抢占当地男爵土地的农民开火，打死了三个人，他们在试图逃跑时被击中了背部。从1949年到1966年，又发生了一波移民潮，移民的高峰年是1957年，大约有38,090名卡拉布里亚人在这一年离开。
在第一共和国时期，从20世纪60年代开始，启动了投资计划，根据该计划，意大利国家赞助工业化，并试图通过建设现代公路、铁路、港口等来改善卡拉布里亚的基础设施。该计划是一个明显的失败，基础设施项目大大超出了预算，并需要更长的时间来完成，例如，1964年开始建设A3高速公路，旨在连接雷焦卡拉布里亚和萨勒诺，截至2016年仍未完成。经过52年的努力，A3高速公路未能完工，这在意大利被视为丑闻，卡拉布里亚的许多地方被描述为 "工业坟场"，到处都是关闭的钢铁厂和化工厂，它们都已破产。从1970年7月到1971年2月，雷焦起义发生了，因为将卡坦扎罗而不是雷焦作为地区首府的决定引发了大规模抗议。将卡坦扎罗作为行政首都，将雷焦作为行政首都的妥协决定，导致了行政部门的臃肿和低效。卡拉布里亚的高失业率导致了广泛的移民，卡拉布里亚最大的出口是自己的人民，因为卡拉布里亚人要么搬到意大利的其他地方，要么搬到国外，特别是美国、加拿大和阿根廷，以寻求更好的生活。2016年，据估计，在卡拉布里亚出生的人中有18%生活在国外。 

## 经济
卡拉布里亚的国内生产总值（GDP）细分如下：服务业（28.94%），金融活动和房地产（21.09%），贸易、旅游、运输和通信（19.39%），税收（11.49%），制造业（8.77%），建筑业（6.19%）和农业（4.13%）。人均GDP比伦巴第地区少2.34倍，失业率比伦巴第地区高4倍。卡拉布里亚的经济仍然主要基于农业。
该地区的经济受到光榮會的强烈影响。

### 农业

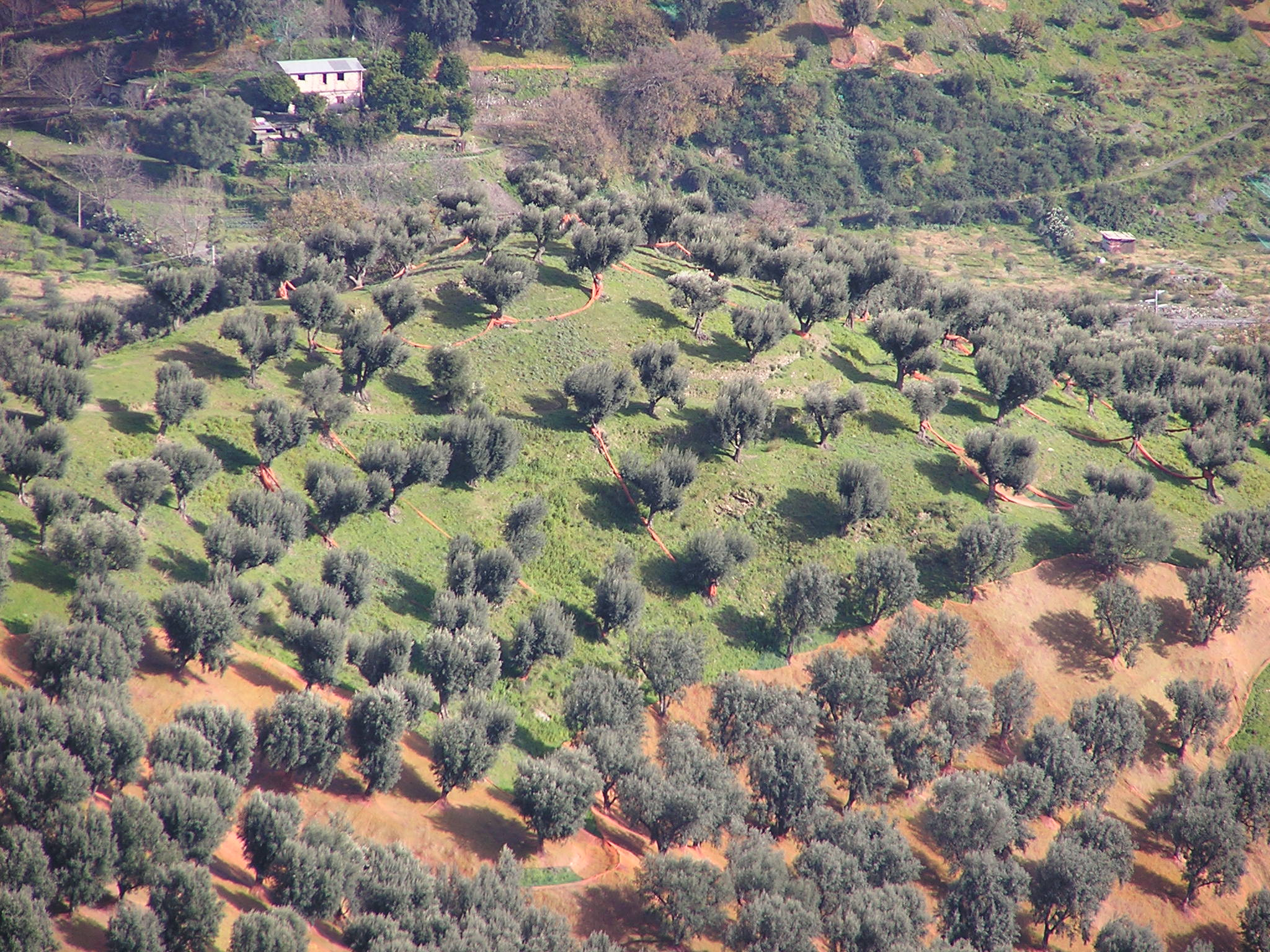
卡拉布里亚的橄榄树种植园

卡拉布里亚农业资源丰富，有機農業的数量在意大利仅次于西西里岛。
特罗佩亚的红洋葱在卡拉布里亚中部的第勒尼安海岸的夏季进行种植。它已被授予受保护的地理标志（PGI）。
橄榄树占农业利用面积（UAA）的29.6%，约占树木作物的70%。橄榄树的种植从沿海低地地区延伸到丘陵和低山地区。该地区是橄榄油产量第二高的地区，Carolea、Ogliarola和Saracena橄榄是主要的地区品种。
在卡拉布里亚，有3种原產地名稱保護油。科森扎省的 "Bruzio"，拉梅齊亞泰爾梅地区的 "Lametia "和最近的 "Alto Crotonese"。除了DOP油之外，还有PGI油。卡拉布里亚橄榄油 "PGI的生产区域包括卡拉布里亚地区的整个领土。该产品完全由本地橄榄制成。
卡拉布里亚生产的柑橘类水果约占意大利的四分之一。该地区对意大利柑橘类水果种植的贡献主要归功于克里曼丁红橘、橙子、柑橘和柠檬。迄今为止，卡拉布里亚是该国最重要的柑橘种植区，占意大利专门用于种植的面积的62%（16164公顷），占总产量的69%（437800吨）。Clementina di Calabria是生长在卡拉布里亚地区的PGI品种。此外，还种植了奇诺托，并用于生产同名的碳酸软饮料。

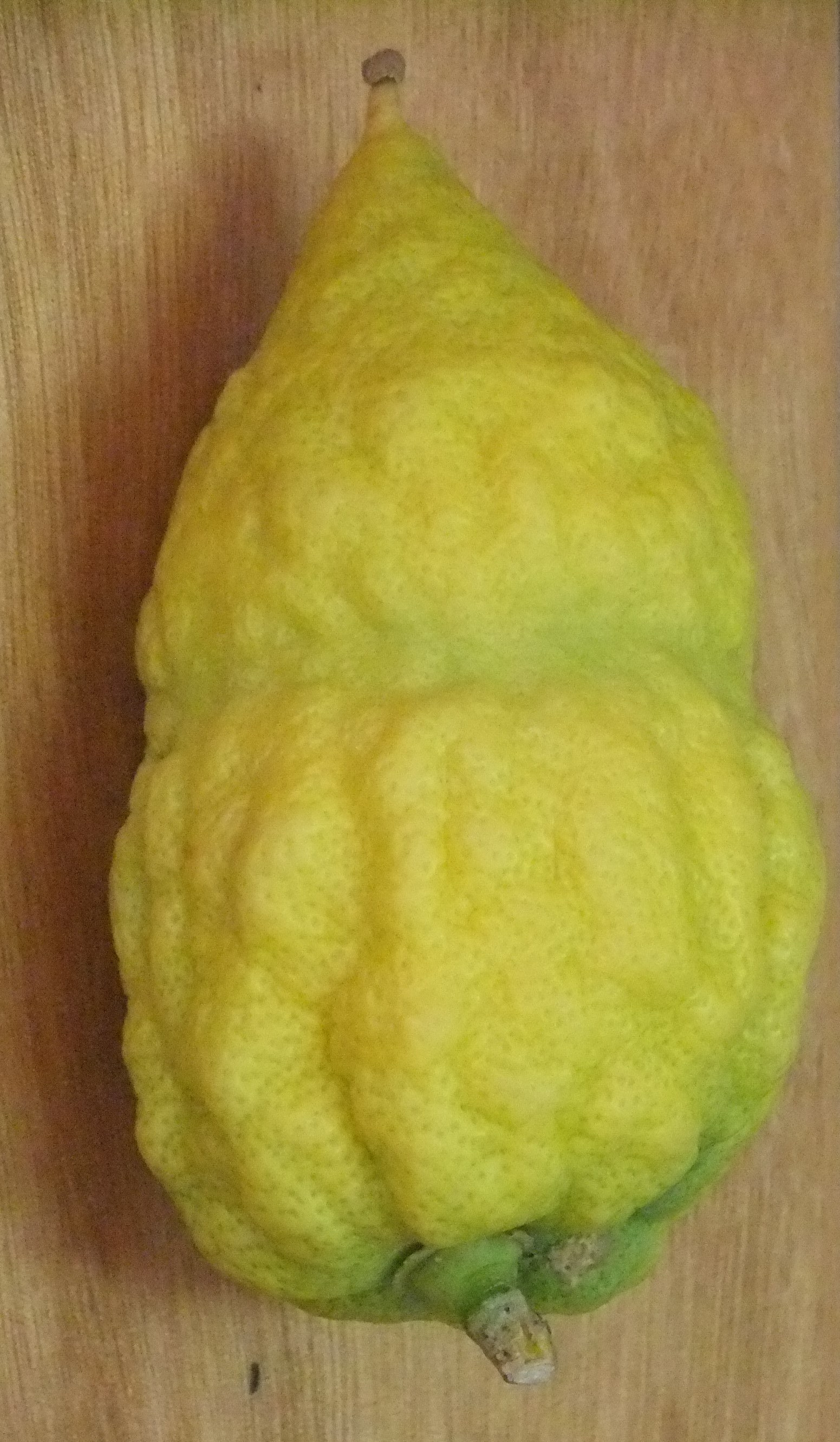
枸櫞

小水果，如香柠檬和枸櫞以及柠檬-枸橼杂交种，只在卡拉布里亚发现。该地区的南岸生产了世界上90%的佛手柑，围绕佛手柑油的开采建立了一个巨大的产业。根据哈佛大学经济复杂性图谱，去年与意大利的佛手柑油净出口价值为2009年的25.3万美元，之后在2010年和2018年之间没有出口。自18世纪以来，佛手柑一直被密集种植，但只在雷焦附近的沿海地区，那里的地质和天气条件最佳。恰巴德哈西德王朝有一个偏好，那就是在住棚節上从这个地区取柑橘（"Etrog"）。
在雷焦卡拉布里亚有一个专门研究精油和柑橘产品工业的实验站。
| 2018年意大利柑橘油出口情况 | 总值        |
| -------------------------- | ----------- |
| 香柠檬                     | $2,555,000  |
| 橙子                       | $3,770,000  |
| 柠檬                       | $60,100,000 |
| 青檸                       | $0          |
| 枸櫞                       | $75,400,000 |
| 素馨属                     | $0          |

科森扎省是无花果种植的重要地区，属于 "Dottato "栽培品种，用于生产优质品牌无花果干 "Fichi di Cosenza "PDO（受保护原产地名称）。秘魯番荔枝是一种热带植物，在欧洲只在雷焦卡拉布里亚和西班牙种植。
在卡坦扎罗省，在圣弗洛罗和科尔塔莱之间，古老的养蚕传统仍然保持着活力，这要归功于年轻一代。
卡拉布里亚是意大利最大的牛肝菌生产地，这要归功于波利諾山、西拉、塞雷和阿斯普羅蒙特山等山脉的茂密森林。栗子的生产在卡拉布里亚山区也很普遍。但不仅是牛肝菌，还有其他受欢迎的松乳菇。

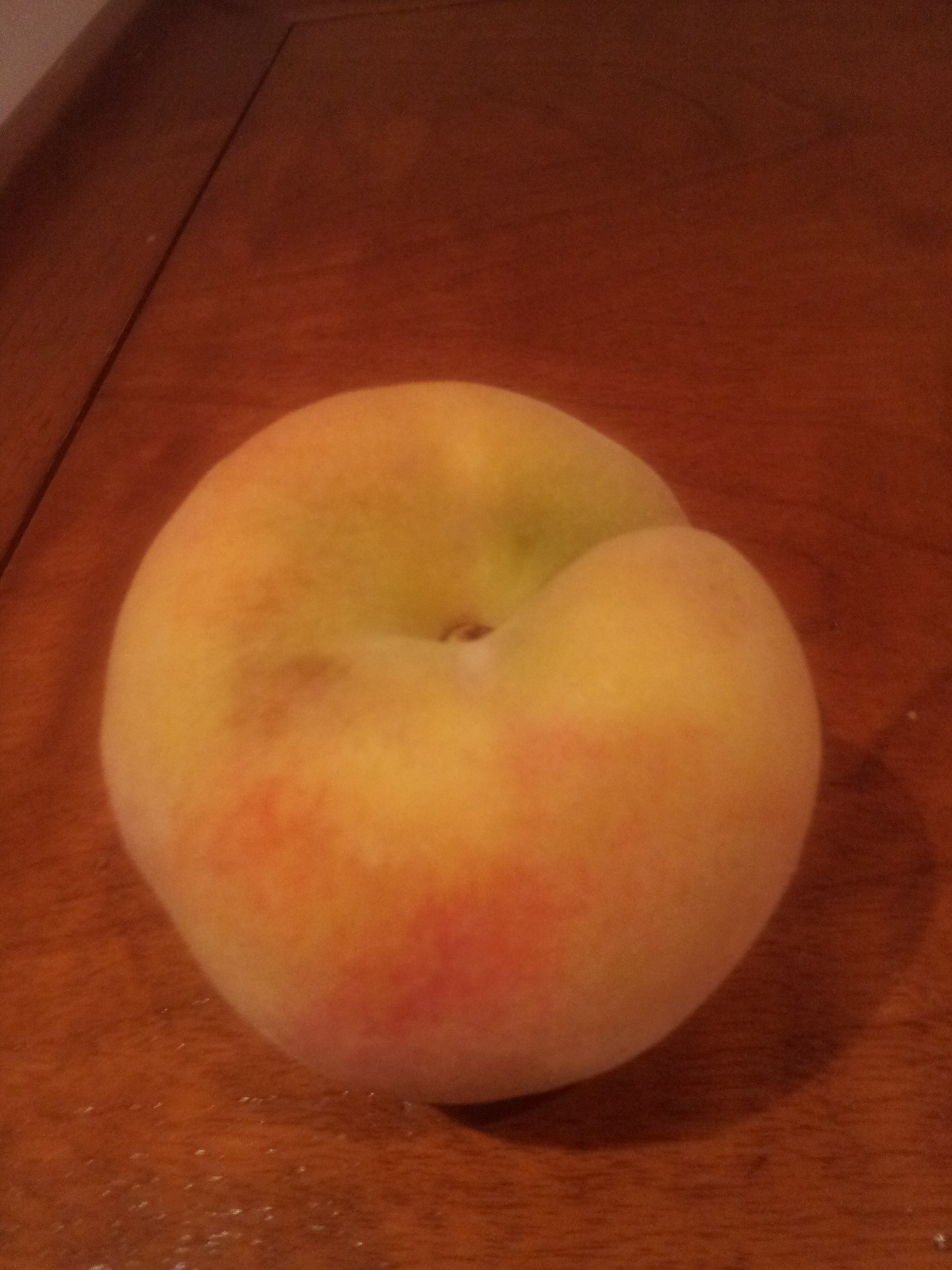
佩尔科卡（桃子的品种）

卡拉布里亚的桃子和油桃在风味、质量、安全和服务方面都有很大的改善。一部分产量在国内市场销售，主要是向零售商销售。其余的则出口到北欧，主要是斯堪的纳维亚和德国。
该地区拥有非常古老的甘草种植和生产传统。全国百分之八十的产量集中在这个地区。
卡拉布里亚拥有漫长的海岸线，生产一些独特的鱼类产品。

### 制造业
食品和纺织业是最发达和最有活力的。在工业部门中，制造业对总附加值的贡献为7.2%。在制造业中，主要分支是食品、饮料和烟草，对该部门的贡献非常接近全国平均水平。近几十年来，在克罗托内、维博瓦伦蒂亚和雷焦卡拉布里亚地区，出现了一些石化、工程和化学工业。
卡坦扎罗省在纺织业，特别是丝绸业方面拥有悠久的传统。最近，一些年轻人为这项活动注入了新的活力，开发了绿色和可持续经济项目。事实上，在吉里法尔科（Girifalco）、圣弗洛罗（San Floro）和科尔塔莱（Cortale）等城市中，仍然有养蚕业，即养蚕与种植桑树相结合的做法。
蒂罗洛和巴多拉托以制造 "vancale "而闻名，这是典型的卡拉布里亚披肩，由羊毛或丝绸制成，古代妇女在跳塔兰泰拉舞时穿在传统服装上，或作为房屋的装饰品。在蒂罗洛，典型的还有地毯、亚麻和扫帚纤维的制造、梭子花边的制作、刺绣、珍贵的陶瓷、家具用品和艺术雕塑。织造的艺术生产在其他中心也很活跃，例如在普拉塔尼亚和佩特里齐，那里曾经也生产麻纤维。
在索韦里亚曼内利，Lanificio Leo是卡拉布里亚最古老的纺织厂，成立于1873年，现在仍然活跃。该工厂仍然保留着可追溯到19世纪末的雄伟和令人回味的工具。
传统的艺术陶瓷生产可以追溯到大希腊时期，在斯奎拉切
和塞米纳拉古镇流传着。
塞拉斯特雷塔（Serrastretta）小镇是普雷西拉（Presila）森林中的一个绿色村庄，以其木材生产而闻名，特别是以非常原始的稻草为特征的椅子。
意大利日立铁路公司在雷焦迪卡拉布里亚有一家工厂，生产像维瓦尔托这样的区域列车的轨道车。

### 旅游业

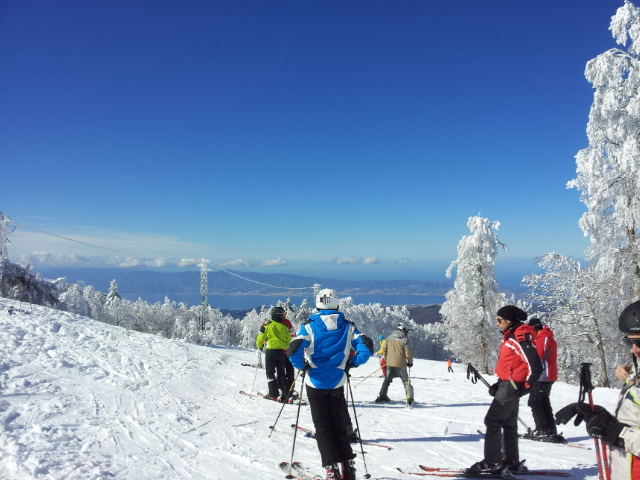
俯瞰墨西拿海峡的阿斯普罗蒙特山区圣斯特凡诺附近的滑雪道

卡拉布里亚一年四季都吸引着游客，提供夏季和冬季活动，除了文化、历史、艺术遗产外，它还有大量的受保护的自然栖息地和 "绿色 "区域。其485英里（781公里）的海岸线使卡拉布里亚在夏季成为旅游胜地。工业发展水平低，大部分地区没有大城市，这使得当地的海洋生物得以维持。

除了沿海的旅游目的地，卡拉布里亚的内部也有丰富的历史、传统、艺术和文化。科森扎是卡拉布里亚最重要的文化城市之一，拥有丰富的历史和艺术遗产。中世纪的城堡、塔楼、教堂、修道院以及从诺曼时期到阿拉贡时期的其他法国城堡和建筑是卡拉布里亚内陆和海岸线的共同元素。
山区提供滑雪和其他冬季活动。西拉（Sila）、波利诺（Pollino）和阿斯普罗蒙特（Aspromonte）是三个提供冬季运动设施的国家公园，尤其是在卡米利亚特洛（Spezzano della Sila市镇）、洛里卡（隶属于圣乔瓦尼因菲奥雷的市镇）、甘巴里和圣埃利亚山（隶属于Palmi的市镇）。

### 失业率
2020年的失业率为20.1%，是意大利最高的，也是欧盟内部最高的之一。
| 年份             | 2006  | 2007  | 2008  | 2009  | 2010  | 2011  | 2012  | 2013  | 2014  | 2015  | 2016  | 2017  | 2018  | 2019  | 2020  |
| ---------------- | ----- | ----- | ----- | ----- | ----- | ----- | ----- | ----- | ----- | ----- | ----- | ----- | ----- | ----- | ----- |
| 失业率 (单位：%) | 12.8% | 11.1% | 12.0% | 11.3% | 11.9% | 12.6% | 19.4% | 22.3% | 23.4% | 22.9% | 23.2% | 21.6% | 21.6% | 21.0% | 20.1% |

## 基础设施和交通

### 航运和港口

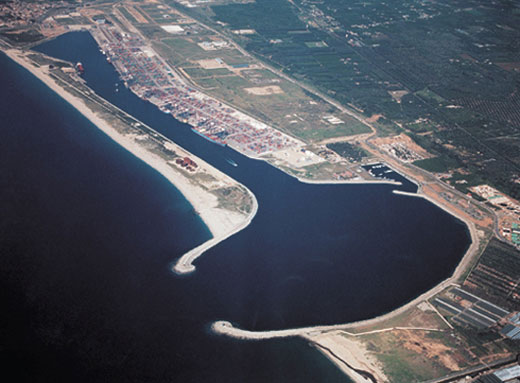
焦亚陶罗海港

卡拉布里亚的主要港口在雷焦卡拉布里亚和焦亚陶罗。雷焦港配备了五个长为1530米（5020英尺）的装载码头。
吉奥亚陶罗港有7个装卸码头，长度为4,646米（15,243英尺）；它是意大利最大的港口，也是欧洲第八大貨櫃碼頭，2018年的吞吐量为400万标准箱，由3,000多艘船运输。在2006年的一份报告中，意大利调查人员估计，欧洲80%的可卡因通过Gioia Tauro的码头从哥伦比亚运来。该港口还参与了非法武器贩运。这些活动是由光榮會控制的。

### 高速公路和铁路
该地区有三条使用率很高的公路：沿海的两条国家公路（那不勒斯和雷焦卡拉布里亚之间的SS18公路和雷焦卡拉布里亚和塔兰托之间的SS106公路）和A2高速公路，它连接萨勒诺和雷焦卡拉布里亚，沿内陆老路经过科森察。建设这条高速公路花了55年时间，由于有组织犯罪的插手，预算极度超支。

### 机场
在卡拉布里亚有两个主要的机场：雷焦卡拉布里亚机场，离雷焦卡拉布里亚市中心几公里，建于1939年，是卡拉布里亚的第一个机场；拉梅西亚泰尔梅机场目前是卡拉布里亚年客流量第一的机场。

## 人口统计
以下是人口超过20,000的卡拉布里亚城市名单：
1. 雷焦卡拉布里亚 - 186,013人
2. 卡坦扎罗 - 93,265
3. 科里利亚诺-罗萨诺 - 77,220
4. 拉梅齐亚-特尔梅 - 71,123
5. 科森扎 - 69,827
6. 克罗托内 - 61,529
7. 伦德 - 35,352
8. 维博-瓦伦蒂 - 33,857人
9. 卡斯特罗维拉里 - 22,518
10. 阿克里 - 21,263
11. 蒙塔尔托-乌夫戈 - 20,553

### 友好管辖地区
- 伯伍德, 澳大利亚
- 西弗吉尼亚州, 美国

## 行政区划

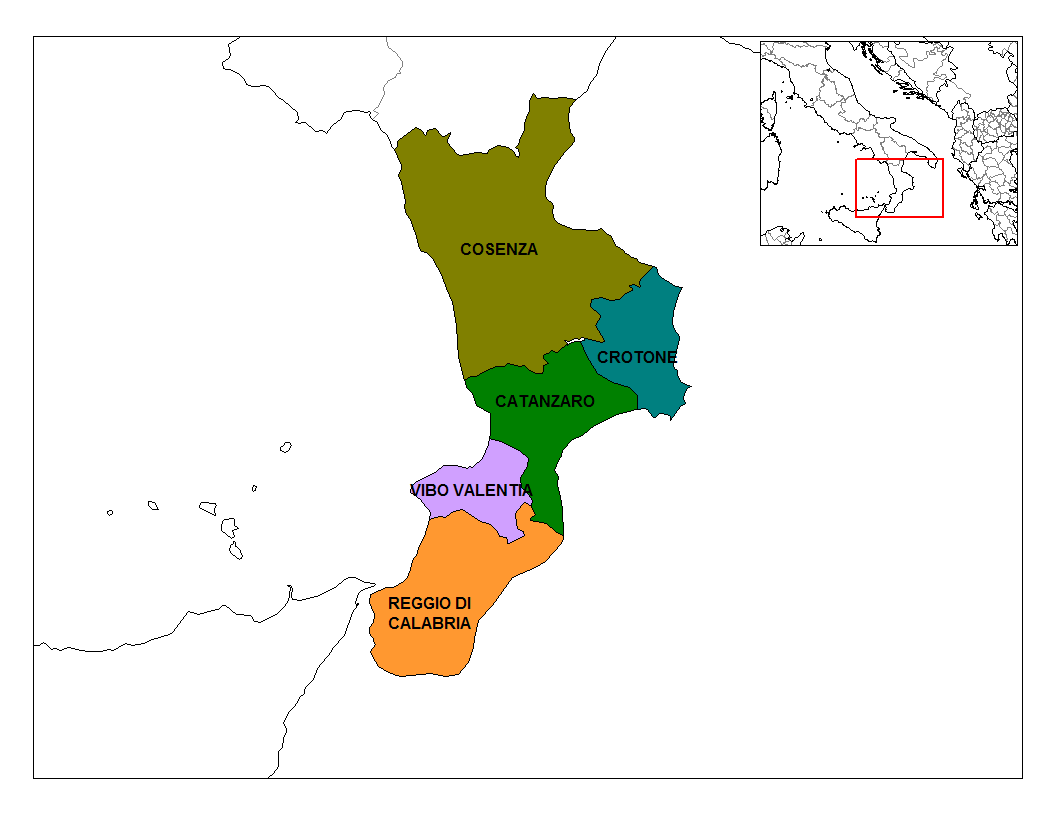
卡拉布里亚省份分布

卡拉布里亚划分为五个省。
| 省份             | 人口    |
| ---------------- | ------- |
| 科森扎省         | 734,260 |
| 雷焦卡拉布里亚省 | 565,813 |
| 卡坦扎罗省       | 368,318 |
| 克罗托内省       | 174,076 |
| 维波瓦伦蒂亚省   | 166,760 |

### 医疗系统
由于他们的债务问题，自2009年以来，他们由意大利中央政府任命的特别专员管理。2012年，卡拉布里亚大区将11个地方医疗机构统一为5个省级单位，当时2007年5月11日批准的一项地区法律生效。2021年7月，意大利宪法法院审查了任命新专员的法令，因为它没有提供一个新的行政结构来解决卡拉布里亚地区医疗系统的长期危机。这被认为是一个不可避免的步骤，以恢复一个普通的和具有成本效益的区域一级的管理，正如意大利宪法所规定的那样。

## 旅游业
卡拉布里亚的旅游业多年来一直在增长。主要的旅游景点是海岸线和山脉。海岸线在崎岖的悬崖和沙滩之间交替出现，与欧洲其他海滨目的地相比，海岸线被开发的痕迹很稀疏。卡拉布里亚周围的海水很清澈，旅游住宿条件也很好。诗人加布里埃尔-邓南遮称雷焦-卡拉布里亚附近面向西西里岛的海岸为"意大利最美丽的一公里路程"（il più bel chilometro d'Italia）。主要的山区旅游景点是阿斯普罗蒙特和拉西拉，有国家公园和湖泊。其他一些著名的目的地包括：
- 雷焦卡拉布里亚位于大陆和西西里岛之间的海峡上，是卡拉布里亚最大和最古老的城市，其历史可以追溯到公元前8世纪，以其全景式的海滨而闻名，在新艺术主义建筑和海滩之间有植物园，并以其阿拉贡城堡和国家博物馆（Museo Nazionale della Magna Grecia）的里亚斯青铜器（Bronzi di Riace）的三千年历史而闻名。
- 科森扎是科学家和哲学家贝尔纳迪诺-特莱西奥的出生地，也是科森扎学院的所在地，以其文化机构、老街区、霍恩斯托芬城堡、露天博物馆和11世纪罗马式哥特式大教堂而闻名。2011年10月12日，科森扎大教堂作为 "和平文化的遗产见证者 "取得联合国教科文组织的世界遗产地位。这是联合国教科文组织授予卡拉布里亚地区的第一个奖项。
- Scilla位于第勒尼安海，是“紫罗兰海岸”的“明珠”，拥有令人愉悦的全景，是荷马史诗里一些故事的所在地。
- 特罗佩亚位于第勒尼安海沿岸，是一个具有戏剧性的海滨海滩和圣玛丽亚-德尔-伊索拉保护区的所在地。它还以甜红洋葱（主要产于里卡迪）而闻名。
- 位于第勒尼安海的卡波-瓦蒂卡诺（Capo Vaticano），是一处位于特罗佩亚附近的沐浴场所。
- 靠近Locri 的Gerace是一座中世纪城市，拥有诺曼城堡和诺曼大教堂。
- Squillace ，一个海滨胜地和重要的考古遗址。附近是卡西奥多鲁斯的出生地。
- 斯蒂洛是哲学家托马索·康帕内拉(Tommaso Campanella) 的出生地，拥有诺曼城堡和拜占庭式教堂卡托利卡 (Cattolica) 。
- Pizzo Calabro位于第勒尼安海沿岸，以其名为“Tartufo”的冰淇淋而闻名。皮佐有趣的地方是共和广场和穆拉特被枪杀的阿拉贡城堡。
- 保拉，一个位于第勒尼安海沿岸的小镇，以保拉的圣弗朗西斯、卡拉布里亚的守护神和意大利水手的出生地以及中世纪最后一百年由遗嘱建造的方济各会圣所而闻名圣弗朗西斯。
- Sibari位于爱奥尼亚海岸，是一个村庄，位于公元前 8 世纪的希腊殖民地Sybaris 古城的考古遗址附近。
- 拉梅齐亚泰尔梅是该地区的主要交通枢纽，其国际机场将它与欧洲的许多目的地以及加拿大和以色列以及火车站连接起来。几个是城市的历史景点，如诺曼-施瓦本城堡、犹太历史区和Casa del Libro Antico（古书之家） ，那里收藏了 16 至 19 世纪的书籍，以及古老的地球仪和古代地图复制品保存完好，可供公众观看。
- 卡坦扎罗是拜占庭时代以来重要的丝绸中心，位于意大利最窄处的中心，从这里可以看到爱奥尼亚海和第勒尼安海，但从卡坦扎罗看不到。值得注意的是著名的单拱桥（莫兰迪-比桑蒂斯高架桥，欧洲最高的桥之一）、大教堂（在二战轰炸后重建）、城堡、爱奥尼亚海的海滨长廊、生物多样性公园和考古公园。
- 爱奥尼亚海上的索韦拉托，也被称为爱奥尼亚海的“明珠”。尤其以其海滩、木板路和夜生活而闻名。
- 索韦拉托附近的巴多拉托是一个保存完好的中世纪山顶村庄，拥有 13 座教堂。它被选为意大利1000个奇迹之一，以纪念意大利统一周年。很受那些翻新过老房子的富有的外国人的欢迎。
- 第勒尼安海上的尼科特拉是一座中世纪小镇，拥有古老的鲁福城堡。
- 位于卡坦扎罗阳光普照的山丘上的古罗马众神神庙仍然屹立不倒，而其他神庙则被埋葬在地下。东海岸正在进行许多挖掘工作，挖掘出一个似乎是古老墓地的地方。
- 萨莫是阿斯普罗蒙特山脚下的一个村庄，以其泉水和在1908 年墨西拿地震中被摧毁的旧村庄的废墟而闻名。
- Mammola ，艺术中心，旅游和美食，有着悠久的历史。老城区，有连在一起的小房子，古老的教堂和贵族宫殿。特别令人感兴趣的是圣巴巴拉博物馆公园，这是许多国际艺术家的艺术和文化活动场所，以及位于利米纳高地的 10 世纪圣尼科德摩神殿。其美食采用 Mammola 的典型“Stocco”，以多种方式烹制，其他典型产品有熏乳清干酪和山羊奶酪、意大利腊肠和野茴香、面包“比萨”（玉米面包）和木烤炉烤制的小麦面包。
- 第勒尼安海上的马雷海滩是著名的旅游城市，这要归功于迪诺岛和海滨海滩。
- Spilinga以其辛辣的猪肉酱“Nduja”而闻名。

## 语言
虽然卡拉布里亚的官方民族语言在1861年统一之前就已经是标准意大利语，但卡拉布里亚方言在该地区已经使用了几个世纪。卡拉布里亚语是拉丁语的直接衍生物。大多数语言学家将各种方言分为两个不同的语言组。在该地区的北部地区，卡拉布里亚方言被认为是那不勒斯语言的一部分，被归为北卡拉布里亚语。在该地区的其他地方，卡拉布里亚方言通常被归入中部和南部卡拉布里亚语，并被视为西西里语的一部分。然而，在Guardia Piemontese以及Reggio Calabria的一些街区，也可以发现一种叫做Gardiol的奥克语品种。此外，由于卡拉布里亚曾经被法国人和西班牙人统治过，一些卡拉布里亚方言受西班牙和法国的影响。另一个重要的语言少数民族，在雷焦卡拉布里亚省的Bovesìa的九个城镇，讲一种叫做Griko的古希腊语的衍生物，这是拜占庭统治和古代大格拉西亚的遗迹。

### 宗教
大多数卡拉布里亚人是罗马天主教徒。该地区也有福音派教徒的社区。作为近两千年来许多圣徒的诞生地，卡拉布里亚也被称为 "圣徒之乡"。 卡拉布里亚最著名的圣人，同时也是该地区的守护神是保拉的圣弗朗西斯。卡拉布里亚的另一位守护神，名为科隆的圣布鲁诺，他是加尔都西会的创始人。圣布鲁诺 (Saint Bruno)于 1095 年建造了以他的名字命名的塞拉圣布鲁诺 (Serra San Bruno)的宪章屋，后来于 1101 年在那里去世。
尽管目前犹太人社区非常小，但犹太人在卡拉布里亚的存在已经有很长的历史。犹太人在该地区的存在少则1600年，多则2300年。卡拉布里亚的犹太人对犹太人生活和文化的许多领域都有明显的影响。虽然与西西里岛的犹太人几乎相同，但由于历史和地理因素，卡拉布里亚的犹太人被认为是一个独特的犹太人群体。有一个小型的意大利阿努西姆社区为他们重塑犹太信仰。 
卡拉布里亚人在文艺复兴时期的人文主义和文艺复兴中是极其重要的存在。事实上，这一时期的希腊人大多来自卡拉布里亚，或许因为希腊的影响。作为几乎被遗忘的语言，重新探究古希腊语非常困难。在此期间，卡拉布里亚的人文主义者以及来自君士坦丁堡的难民的存在是至关重要的。在这一时期，对古希腊语的研究主要是塞米纳拉修道院的两名修士的工作：杰拉西的主教巴拉姆和他的弟子莱昂齐奥·皮拉托（Leonzio Pilato ）。尤其是莱昂齐奥·皮拉托，他是出生在雷焦卡拉布里亚附近的卡拉布里亚人。是一位重要的古希腊语教师和翻译家，曾帮助乔瓦尼·薄伽丘翻译荷马的作品。

## 当地美食

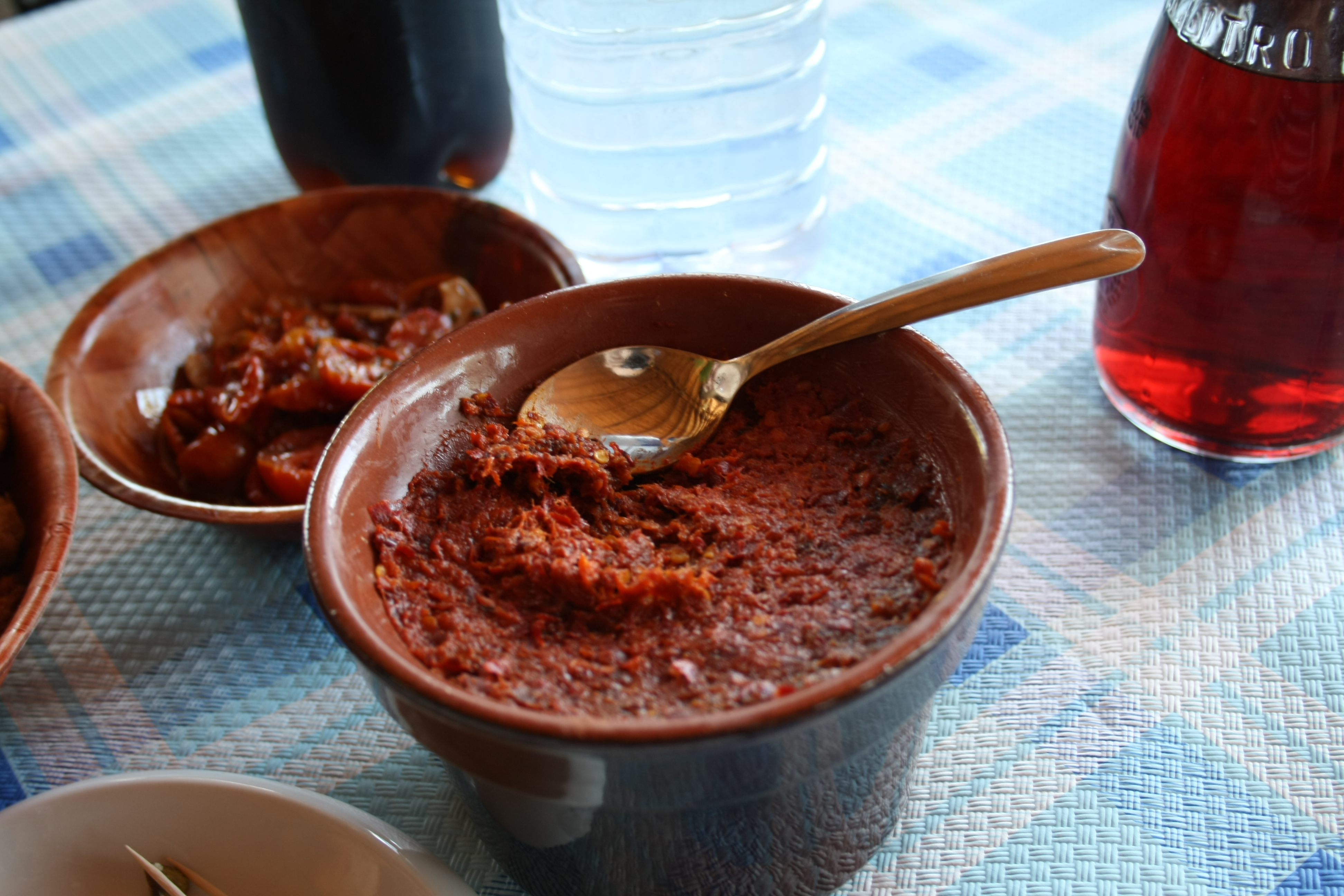
恩杜雅

菜肴是典型的意大利南部地中海美食，在肉类菜肴（猪肉、羊肉、山羊）、蔬菜（尤其是茄子）和鱼之间取得了平衡。意大利面（如意大利中部和意大利南部其他地区）在卡拉布里亚也非常重要。与大多数其他意大利地区相比，卡拉布里亚人传统上重视保存食物以及用橄榄油包装蔬菜和肉类。还制作香肠和冷盘，沿海腌制鱼类——尤其是箭鱼、沙丁鱼和鳕鱼。
当地特产有Caciocavallo奶酪、Cipolla rossa di Tropea（红洋葱）、Frìttuli和Curcùci（炸猪肉）、Liquorice（liquirizia）、Lagane e Cicciari（鹰嘴豆面食）、Pecorino Crotonese（绵羊奶酪）和Pignolata。
在古代，卡拉布里亚被称为Enotria（来自古希腊语Οἰνωτρία，Oenotria，"葡萄酒的土地"）。根据古希腊的传统，Οἴνωτρος（Oenotrus），Lycaon的最小的儿子，是Oenotria的同名。一些葡萄园的起源可以追溯到古希腊殖民者。最著名的DOC葡萄酒是Cirò（克罗托内省）和Donnici（科森扎省）。每年总产量的3%有资格成为DOC。重要的葡萄品种是红色的Gaglioppo和白色的Greco。许多生产商正在恢复当地的古老葡萄品种，这些品种已经存在了3000年之久。

## 交通方式

### 机场
- 拉梅齐亚泰尔梅国际机场
- 雷焦卡拉布里亚机场
- 克罗托内机场（仅在夏季开放）

### 海港
- 吉奥亚陶罗港（意大利最繁忙的集装箱港口，欧洲大陆第七繁忙的港口）。 雷焦卡拉布里亚港  维波瓦伦蒂港  圣乔万尼别墅港  科里利亚诺-卡拉布罗港  克罗托内港

### 桥梁
卡拉布里亚拥有意大利最高的两座桥梁
- 意大利高架桥
- 斯法拉萨高架桥（也是世界上最高最长跨度的框架桥）

## 大学
There are 3 public universities in the region of Calabria
- 卡拉布里亚大学（科森扎）
- 麦格纳格拉西亚大学（卡坦扎罗）
- 雷焦卡拉布里亚地中海大学

在雷焦卡拉布里亚还有一所私立的外国人大学 0‘
“Dante Alighieri” 。

## 外部連結
- Official Region homepage（页面存档备份，存于）
- Map of Calabria
- Dictionary with Calabrese - English Translations from Webster's Online Dictionary - the Rosetta Edition
- ItalianVisits.Com: Calabria